# Schönwalde (Wandlitz)
Schönwalde ist ein Ortsteil der Gemeinde Wandlitz. Die Gemeinde gehört zum Landkreis Barnim im Bundesland Brandenburg. Bis zum Jahr 2003 war Schönwalde eine selbstständige Gemeinde innerhalb des Amtes Wandlitz. Im Wandlitzer Ortsteil Schönwalde leben auf 22,53 km² 2355 Einwohner, das entspricht einer Bevölkerungsdichte von 104,5 Einwohnern je km².
Nach einer ersten urkundlichen Nennung im Jahre 1750 und dem Gründungserlass von 1753 ist Schönwalde eines der Kolonistendörfer, die der preußische König Friedrich II. in einer kurzen Friedenszeit nach dem Zweiten Schlesischen Krieg und vor Beginn des Siebenjährigen Krieges anlegen ließ. Der 18 Kilometer nördlich der königlichen Residenz, des Berliner Schlosses, angelegte Ort entwickelte sich von seiner ursprünglichen Bestimmung als Tuchlieferant für die preußische Armee über einen Standort der Holzverarbeitung zum Wohnstandort vor den Toren der Großstadt Berlin.
Nahe der Berliner Stadtgrenze und infrastrukturell angebunden an Bundes- und Landesstraße sowie einer Regionalbahnlinie ist Schönwalde begehrter Wohnplatz für Zuzügler aus der deutschen Hauptstadt. Innerhalb der ersten 15 Jahre nach dem Fall der Berliner Mauer verdoppelte sich die Einwohnerzahl des Ortes. Durch die Lage am südlichen Rand des geschlossenen Waldgebietes des Naturparks Barnim ist die Umgebung Schönwaldes mit dem Gorinsee und dem Mühlenbecker See gleichzeitig Naherholungsgebiet für die Bewohner der nordöstlichen Bezirke Berlins.

## Geografie

### Geografische Lage
Schönwalde befindet sich auf dem westlichen Teil der Barnim-Hochfläche, dem sogenannten Niederbarnim. Die Höhe über Normalhöhennull (NHN) nimmt von Ost nach West leicht ab. Höchster Punkt mit 69,6 Meter über NHN ist die nordöstliche Ortsteilgrenze zu Bernau in der Bernauer Heide. Mit 44,5 Meter über NHN ist die Fläche des Mühlenbecker Sees an der Westgrenze der niedrigste Punkt des Ortes. Die Höhe der Ortsmitte an der Kirche beträgt 57 Meter, die des zwei Kilometer östlich von dieser gelegenen Gorinsees 58,5 Meter über NHN.

### Nachbarorte
Angelegt als Straßendorf an der Chaussee Richtung Prenzlau liegt Schönwalde etwa 3,5 km nördlich der Berliner Stadtgrenze direkt an der Bundesstraße 109 und der Regionalbahnlinie RB 27, auch Heidekrautbahn genannt. Angrenzende Gemeinden sind im Osten die Stadt Bernau mit dem Stadtteil Schönow, im Westen die Gemeinde Mühlenbecker Land mit dem Ortsteil Mühlenbeck. Die nördliche Ortsteilgrenze zum benachbarten Wandlitzer Ortsteil Basdorf bildet westlich der Bundesstraße das Renne-Gestell, ein gerade in west-östlicher Richtung durch den Forst gezogener Waldweg, östlich der B 109 die Straße Waldkorso, die schon an das geschlossene Siedlungsgebiet Basdorfs angrenzt. Im Süden schließt sich der Wandlitzer Ortsteil Schönerlinde an Schönwalde an. Die Grenze verläuft durch die geschlossene Bebauung am Südrand von Schönwalde hindurch. Südöstlich bestehen kurze Grenzabschnitte zu Berlin, dem Bucher Forst, einem renaturierten Gebiet ehemaliger Rieselfelder, sowie zum Ortsteil Zepernick der Gemeinde Panketal.

### Naturraum
Neben 0,79 km² bebauter Fläche und 0,70 km² Verkehrsfläche besteht das Ortsgebiet von Schönwalde aus 15,62 km² Wald, 4,89 km² landwirtschaftlicher Nutzfläche und 0,40 km² Wasserfläche.

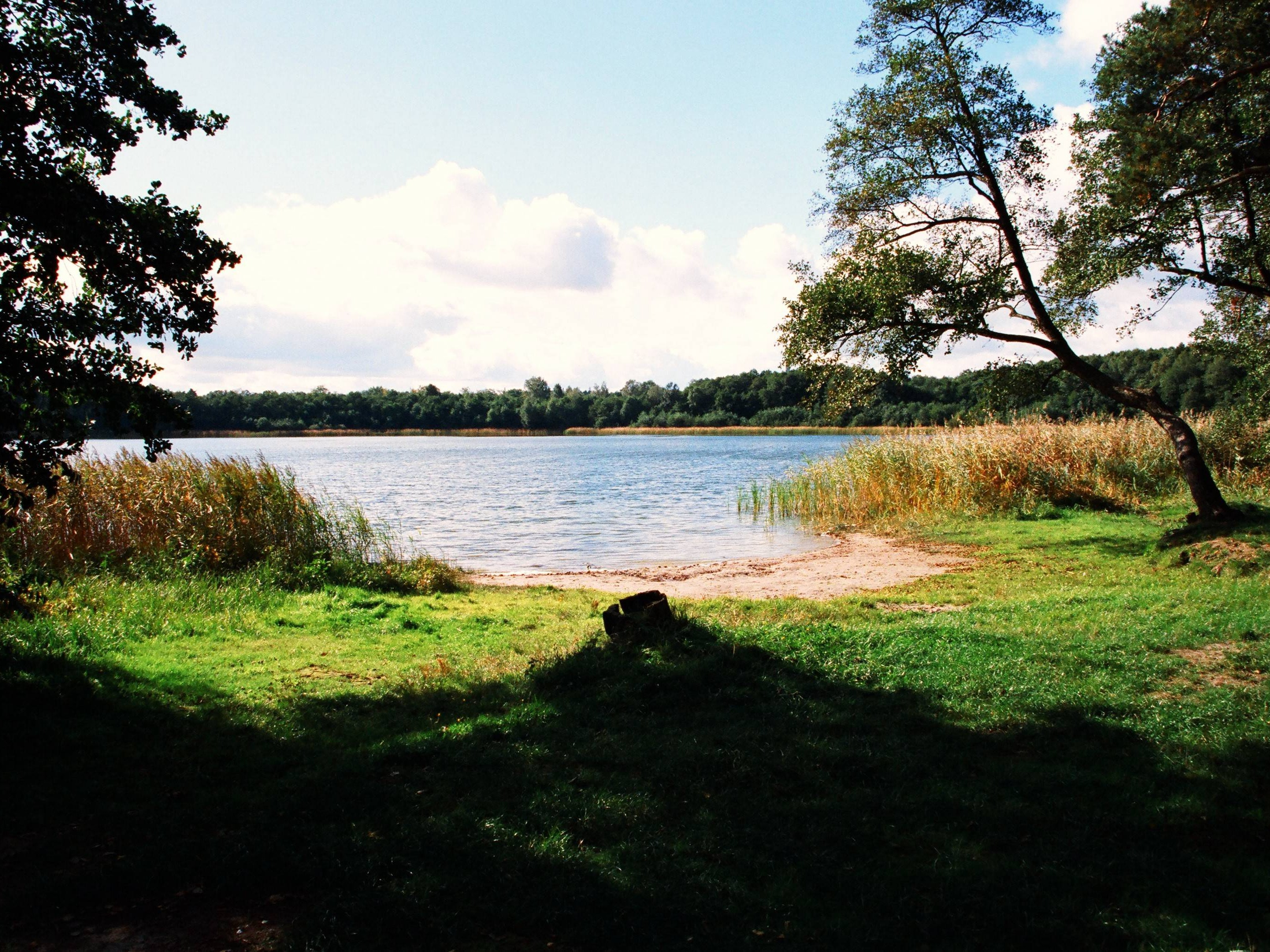
Gorinsee

Außer den beiden Seen, dem zwei Kilometer östlich des historischen Ortskerns gelegenen Gorinsee und dem nicht zum Gemeindegebiet gehörenden, aber unmittelbar westlich angrenzenden Mühlenbecker See, gibt es an Wasserflächen noch den Mühlenteich beim Schloss Dammsmühle und zwei Fließgewässer. Diese sind das Tegeler Fließ, das bei Basdorf entspringt und über den Mühlenteich, den Mühlenbecker See und den Tegeler See in Berlin in die Havel entwässert, und der Lietzengraben, der von der Grenze zu Schönow kommend das südöstliche Ortsgebiet zu Panketal abgrenzt und bei Berlin-Karow in die Panke mündet.
Der Waldreichtum beherrscht das nördliche Ortsgebiet von Schönwalde. Dabei besteht der Wald östlich der Bundesstraße meist aus Kiefernforsten, westlich in Richtung Mühlenbecker See aus Buchen- und Mischwaldbeständen. Der letztere gehört zum Forst Schönwalde mit Sitz im Forsthaus Mühlenbecker Chaussee/ Ecke Neumühler Straße in Schönwalde. Der Wald zwischen der B 109, Schönow und Basdorf gehört mehrheitlich zum Goriner Forst sowie der Bernauer Heide und damit den Berliner Forsten, die vom Forstamt Pankow in Berlin-Buch verwaltet werden.
Südlich des Forst Gorin und der Siedlung Gorinsee schließt an der Landesstraße 30, die in Ost-West-Richtung Bernau mit Schönwalde und Mühlenbeck verbindet, eine größere freie Fläche an, die landwirtschaftlich genutzt wird. Eine nach dem Zweiten Weltkrieg an der Hobrechtsfelder Straße erbaute Landwirtschaftssiedlung ragt in diese Fläche hinein. Sie wird wegen der räumlichen Nähe zur Siedlung Gorinsee gerechnet.

### Geologie

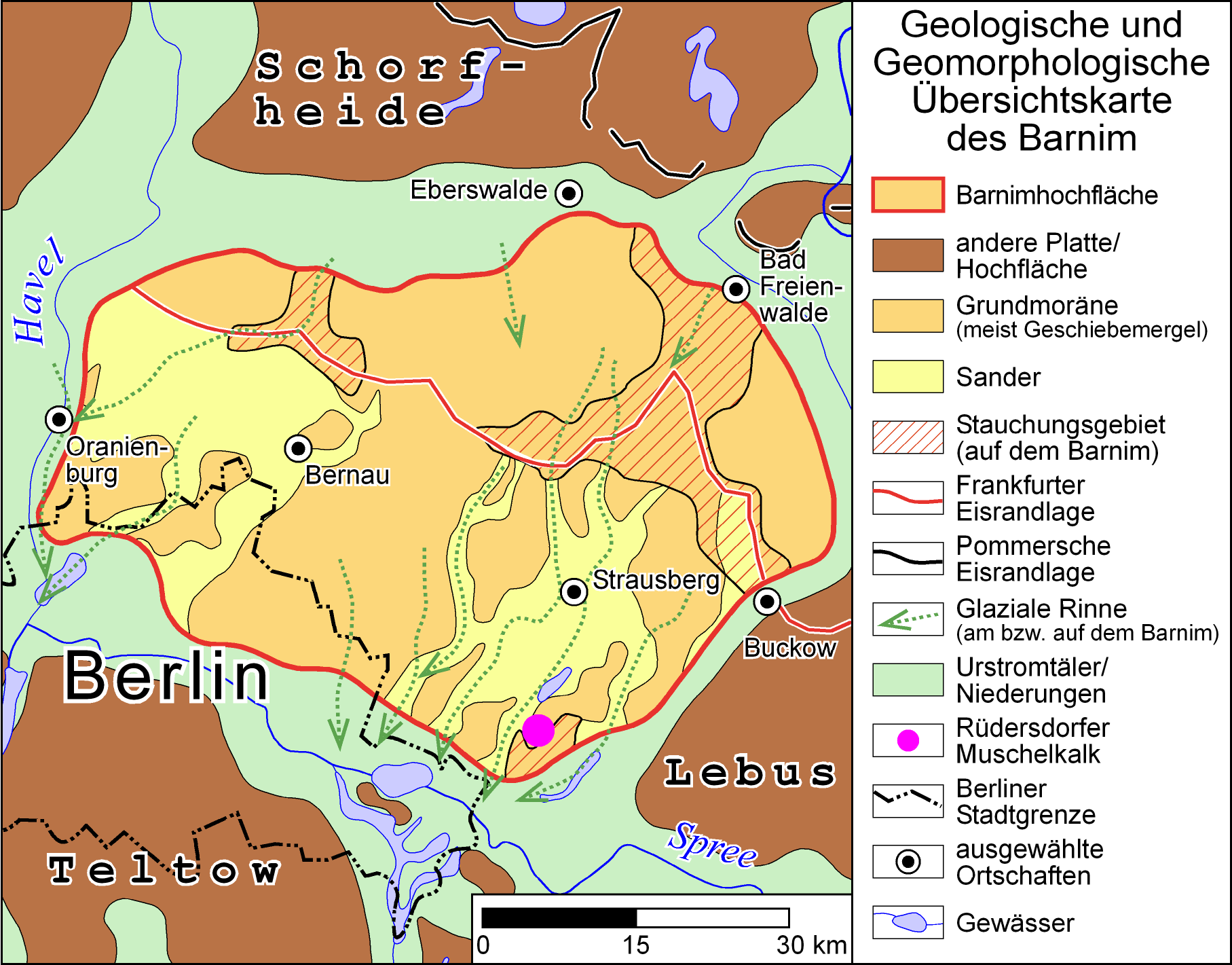
Naturräumliche Lage des Barnim

Schönwalde liegt zwischen Bernau und Oranienburg an der Nordostgrenze des Berliner Stadtgebietes. Die Ortsmitte befindet sich dabei auf einer Grundmoränenfläche des Barnim. Als Barnim wird die eiszeitlich gebildete Hochfläche zwischen dem Berliner Urstromtal im Süden und dem Eberswalder Urstromtal im Norden bezeichnet.
Die nördlichen Bereiche des ehemaligen Gemeindegebietes von Schönwalde, die Waldflächen der Bernauer Heide und des Forst Gorin, bilden Sander-Flächen, die im Bereich des westlichen Tegeler Fließtals in eine glaziale Rinne auslaufen. Die dort vorhandenen Sande und Kiese vermischen sich weiter südlich beziehungsweise östlich auf der Grundmoränenfläche mit Geschiebemergel zu abwechselnden Schichten aus Ton, Lehm, Mergel und auch Sanden und Kiesen.
Die unterschiedliche Wasserdurchlässigkeit der teilweise übereinander liegenden Bodenarten der Grundmoränenfläche führt im Bereich der besiedelten Flächen des Ortes zu unterschiedlichen Tiefen der Grundwasser führenden Schichten, dem sogenannten Schichtenwasser.

## Klima
Der Barnim liegt, wie die umgebenden Regionen, im Übergangsbereich vom ozeanischen Klima Westeuropas zum kontinentalen Klima Osteuropas. Aufgrund seiner bescheidenen Relativhöhe in Bezug zu den angrenzenden Urstromtälern von Havel und Spree besitzt der Niederbarnim, auf dem Schönwalde liegt, keine ausgeprägten Witterungsunterschiede gegenüber seinem Umland. Wetterextreme wie Stürme, starker Hagel oder überdurchschnittlicher Schneefall sind selten.

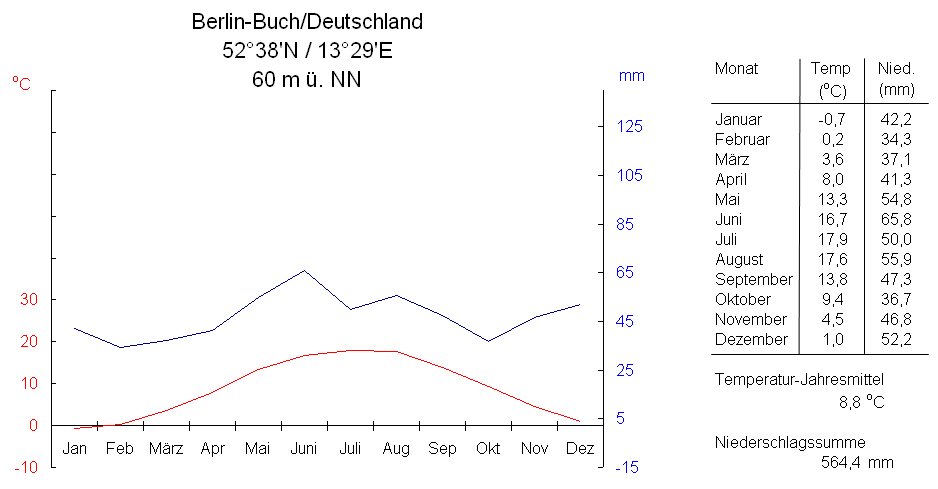
Klimadiagramm (nächstgelegene Wetterstation Berlin-Buch)

Die mittlere Niederschlagsmenge eines Jahres in der sieben Kilometer entfernten Wetterstation Berlin-Buch betrug im Erfassungszeitraum von 1951 bis 2008 eine Menge von 580,9 mm (l/m²), von 1989 bis 2008 von 588,1 mm und von 1999 bis 2008 eine Menge von 621,3 mm. Es ist in den vergangenen Jahren somit ein Anstieg der Niederschlagsmengen im Bereich zu verzeichnen. Der Ort Schönwalde weist dabei nur unwesentliche Unterschiede zu Berlin-Buch auf. Insgesamt fallen die Niederschläge im Raum Berlin-Buch geringer aus, als der bundesweite Durchschnitt von zirka 800 mm. Die Sommermonate Juli und August weisen im Erfassungszeitraum von 1999 bis 2008 mit einem Durchschnittswert von 82,6 mm im Juli den meisten Niederschlag auf. Die geringsten Niederschlagsmengen fielen im gleichen Messzeitraum mit einem Mittelwert von 35,3 mm im April.
Mit der Erhöhung der Niederschlagsmenge für die Region ging auch eine Steigerung der Niederschlagstage einher. So ist in der Statistik der Wetterstation Berlin-Buch für den Zeitraum von 1951 bis 2008 die Anzahl von 171,4 Tagen genannt, an denen im Jahr durchschnittlich Niederschlag fiel, für den Zeitraum von 1989 bis 2008 waren es 172,2 Tage und für den zehnjährigen Zeitraum von 1999 bis 2008 wurden durchschnittlich 182,0 Niederschlagstage pro Jahr registriert. Die meisten Tage mit Niederschlag gab es im letztgenannten Zeitraum durchschnittlich im Monat Januar mit 18,9 Tagen, die wenigsten im September mit 12,0 Tagen. Als Niederschlagstage gelten dabei alle Tage mit einer Niederschlagsmenge über 0,1 mm.
Die Zahl der Sonnenstunden pro Tag stieg leicht an, von 4,5 täglichen Sonnenstunden im Jahresdurchschnitt (1951 bis 2008) über 4,8 Stunden (1989 bis 2008) auf 4,9 Stunden (1999 bis 2008). Daraus ergibt sich ein mittlerer Wert von 1790 Sonnenstunden im Jahr für den Zeitraum von 1999 bis 2008. Die mittlere Jahrestemperatur stieg für die drei Vergleichszeiträume von 9,1 °C über 9,7 °C auf 10,0 °C. Kältester Monat im Zeitraum von 1999 bis 2008 war der Januar mit Durchschnittswerten von 1,5 °C, wobei der kälteste mit −3,8 °C im Jahr 2006 und der wärmste mit 5,4 °C im Jahr 2007 gemessen wurde. Der durchschnittlich wärmste Monat war der Juli mit 19,3 °C und einem mittleren Spitzenwert von 23,3 °C im Jahr 2006.

## Geschichte

### Gründung
Die Gründungsurkunde des Dorfes Schönwalde datiert vom Januar des Jahres 1753. In ihr bestimmte der König von Preußen, Friedrich II. (später als „der Große“ bezeichnet), dass in der Gegend von Mühlenbeck „auf allerhöchst deroselben Kosten“ ein Spinnerdorf von hundert Familien angelegt werden soll, genannt Schönwalde. Der Ortsname wird vielfach auf den damaligen Mühlenbecker Amtsrat (auch Oberamtmann) Schönwald zurückgeführt. Andere Quellen gehen von einer Namensherkunft aus dem Mittelniederdeutschen aus, da der Ort anfänglich noch Schönewalde geschrieben wurde, wie auf einer Karte aus den Jahren 1774/75 ersichtlich. Demnach soll die Schreibweise Schönwalde erst im Jahre 1805 aufgetaucht sein. Erstmals urkundlich genannt wurde der Ort 1750, die Ausarbeitung des Dorfplanes erfolgte 1751 durch J. E. Loescher.

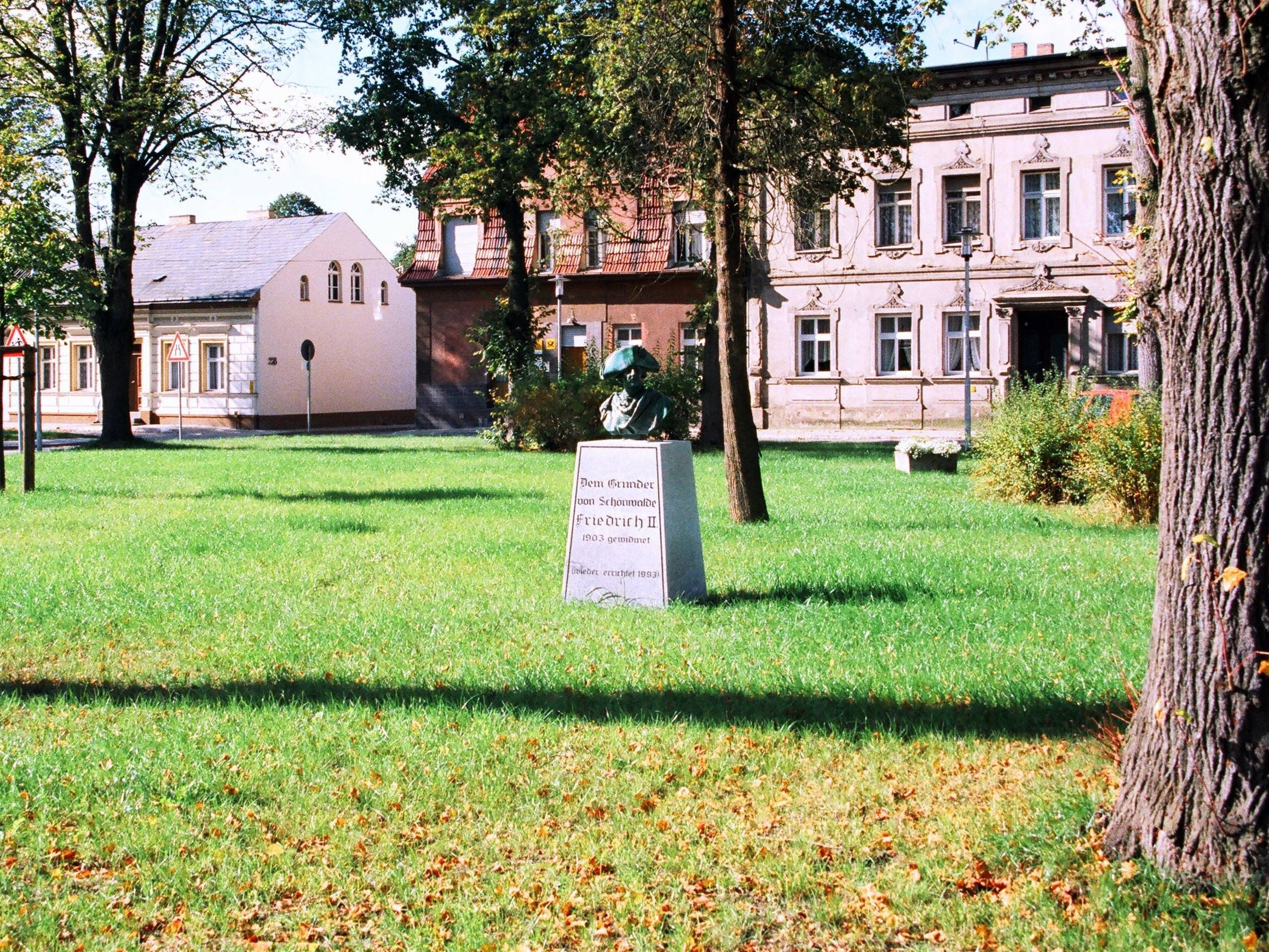
Denkmal Friedrichs II. auf dem Dorfplatz (1994) (Originalbüste, wurde 1995 gestohlen)

Um die preußische Textilindustrie aus der Abhängigkeit von Importen zu führen und die Landbesiedelung voranzutreiben, betrieb Friedrich der Große in seiner Regentschaft von 1740 bis 1786 eine rege Kolonisierungspolitik. Hauptsächlich aus Württemberg, Sachsen, der Pfalz, Polen und Mecklenburg wurden Wollspinner angeworben und in sogenannten Spinnerdörfern wie neben Schönwalde auch Sachsenhausen, Marienwerder und Friedrichshagen angesiedelt. Die aus dem Ausland nach Preußen ziehenden Neusiedler wurden durch ein Edikt aus dem Jahre 1748 für eine festgelegte Zeit von Steuern und Abgaben befreit und nicht zum Armeedienst gezogen. Der preußischen Staat stellte ihnen Haus, Hof, Ackerland und -geräte, Vieh und die erste Aussaat. Eine königliche Instruktion vom 8. Dezember 1779 bestätigte nochmals die Rechte der Kolonisten.
Bereits im Jahre 1750 beauftragte der Direktor der Etablissementkommission, Kriegsrat Pfeiffer, das Amt Mühlenbeck mit der Prüfung einer Ansiedlung von Leinewebern und Spinnern in den Amtsdörfern. Am 12. Dezember 1752 erhielt der zuständige Förster Lemonius vom Mühlenbecker Oberamtmann Schönwald den Befehl, an der Uckermärkischen Straße unweit der Ruinen des Altenhofs, gelegen in der Gemarkung Schönerlinde, einen Bestand Erlen und Buchen zu fällen und das Holz für den Bau der Häuser des neuen Dorfes bereitzustellen. Schönwalde entstand als typisches preußisches Kolonistendorf dieser Zeit, ein Straßendorf mit breiter Hauptstraße, einem zentralen Platz, dem angrenzenden Schulzengehöft mit Dorfschänke und großen Gärten hinter den Kolonistenhäusern.
Den Besitzstand der Kolonisten sowie die Pflichten und Rechte des Schulzen und der Gemeinde regelte die „Erbliche Verschreibung vom 29. Mai 1753“. Sie wurde an diesem Tage durch den König bestätigt, nachdem sie auf königlichen Befehl vom 28. März 1753 durch den Kriegsrat Pfeiffer entworfen und am 20. Mai 1753 von der Churmärkischen Kriegs- und Domänenkammer ausgefertigt worden war. Die „Confirmatio der erblichen Verschreibung von den Schulzen und der Gemeinde des vor hundert Familien angelegten Spinner Dorfes Schönewalde“ soll am 31. Mai 1753 unterzeichnet worden sein.

### Aufbau des Kolonistendorfes
Schon am 30. Januar 1753 war Ludwig Meschker, Landmeister und Kommissar bei der Etablissementkommission, von Kriegsrat Pfeiffer als Schulze des neuen Dorfes „angenommen und bestellt“ worden. Als Spinnermeister von Schönwalde hatte er die Wolle aus Berlin zu holen und das Gesponnene wieder dorthin zu schaffen. Er hatte auf die Qualität zu achten und den Wollspinnern den Lohn auszuzahlen. Weiterhin hatte er Polizeigewalt in Bagatellsachen und Ordnungsaufgaben bezüglich des Dorfes wie auch der einzelnen Häuser. Dem Schulzen wurden acht Gerichtsschöppen zugeteilt, zwei für je ein Dorfviertel, die ihn bei seinen Aufgaben unterstützten. Für seine „Mühwaltung“ erhielt der Schulze das alleinige Recht des Bier- und Branntweinausschanks, des Victualienhandels, das Hüterecht für zehn Kühe auf der Gemeindewiese sowie 90 Morgen Ackerland und 12 Morgen Wiese.
Zur Ansiedlung in den Spinnerkolonien wurden nur „Ausländer“ zugelassen, das heißt, sie durften noch nicht in Preußen gesiedelt haben. Die ersten Ansiedler von Schönwalde kamen bereits im Frühjahr 1753. Sie wurden zunächst im Amt in Mühlenbeck einquartiert, um ihnen dann ein Haus im neu entstandenen Ort zuzuweisen.

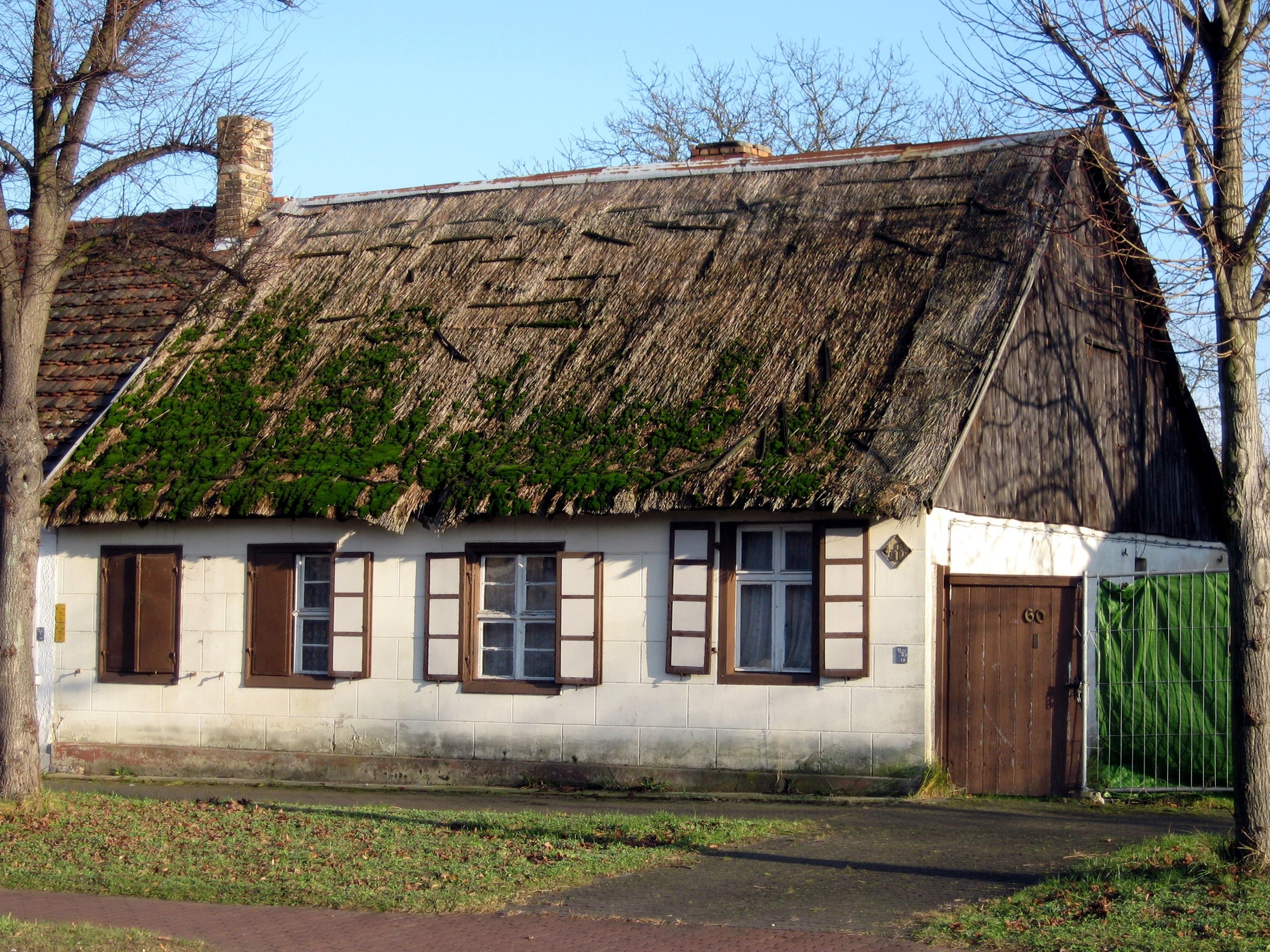
Kolonistenhaus

Die Kolonistenhäuser waren als Doppelhäuser gebaut. Die Wände wurden aus Lehmfachwerk hergestellt und das Dach mit Stroh gedeckt. Die Eingänge befanden sich an der Straßenseite in der Mitte des Doppelhauses. Zum Nebengelass gehörten eine kleine Scheune und ein Stall. Die Häuser waren von allen Abgaben befreit, durften aber ohne Genehmigung weder veräußert noch beliehen werden. Zu jedem Haus gehörte ein Morgen Gartenland (zirka 2553 m²) und jeder Kolonist erhielt einen Morgen Wiese. Weiterhin erhielt er das Recht, ein Stück Vieh auf die gemeinsame Weide zu treiben. Neben den Kolonistenhäusern wurde ein Schulmeister- und Küsterhaus am Südostrand des Dorfplatzes im Zentrum des Ortes errichtet. Zu diesem Haus gehörten zwei Morgen Garten und je ein Morgen Acker und Wiese. Erster Schulmeister wurde Johann Gottlieb Meschker.
Die Revisionsliste vom 6. Mai 1754 führte bereits 36 Kolonisten mit 102 Familienangehörigen an. Aus Württemberg kamen die Familien Bandel, Hebich, Kurtz, Langnik, Lutz, Schulz, Schwarzmeyer, Seiler, Steck, Tost, Vogel und Widemer. Die Familien Böttcher und Möricke stammten aus Sachsen, die Familie Liebenhagen aus Mecklenburg-Strelitz, aus Thüringen die Familie Porst und aus der Pfalz die Familie Hagebuch. Nur zwei Familien kamen aus der Mark Brandenburg, aus dem benachbarten Schönerlinde die Familie Lentz und aus Wensickendorf Familie Ströhmann. Schließlich hatten zwei Familien, Charles und Sourell, französische Vorfahren. Sie gehörten zu den seit dem Potsdamer Edikt von 1685 in Preußen angesiedelten Hugenotten.
Am 20. März 1755 wurden 40 Kolonisten in Schönwalde vereidigt. Im Verzeichnis der ersten Vereidigung finden sich die Namen: Ludwig Meschker (Schulze); Dost, Lessing, Schwarzmeyer, Spannemann (4 Schöppen); Allmer, Berger, Beßmann, Blumenthal, Böttger, Charles, Hoffmann, Hyronimus, Kahle, Kest, Keyser, Keutel, Knoll, Kurz, Leininger, Lutz, Meyer, Möricke, Naumann, Georg und Martin Nitze, Reuscher, Seyler, Schilkopf, Schlumbach, Schoene, Schuhmacher, Sommer, Thomee, Vogel, Völkel, Christian und Joseph Wiedemer und Wüst; des Weiteren Bohmbach, Hebich, Krause, Lange, Schmidt und Seeger, die bei der Vereidigung abwesend waren. Ein Teil der Namen ist auch nach über 200 Jahren im Dorf zu finden.
Die Bevölkerung des Dorfes wuchs rasch an. Die Revisionstabelle von 1769 verzeichnete bereits 443 Personen, die auf den 100 Kolonistenstellen lebten.

### Siedlungs- und Infrastrukturentwicklung

#### Ausbau des Siedlungskerns

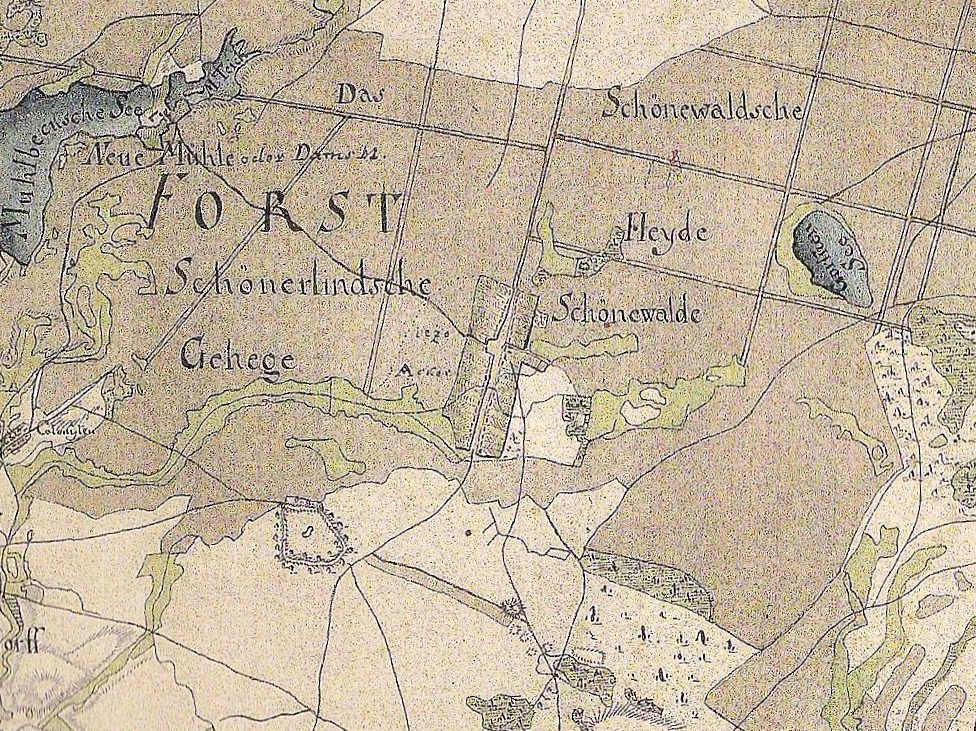
Schönwalde auf einer Karte (1767–1787)

Vor der Gründung von Schönwalde gehörte das spätere Gemeindegebiet zum Mühlenbecker Forst. Das Waldgebiet zwischen heutigem Ortszentrum und Mühlenbecker See wird auf alten Karten als Schönerlindsche Gehege bezeichnet. Der Wald zwischen Ortszentrum und Gorinsee hieß nach der Ortsgründung Schönewaldsche Heyde, wie auch der Ort selbst 1774/75 noch Schönewalde geschrieben wurde. Einzige Ansiedlung in der Nähe vor 1753 war der Altenhof, etwa einen Kilometer südwestlich der Mitte des neuen Ortes. Der Altenhof wurde seit dem Dreißigjährigen Krieg nicht mehr bewohnt und war nur noch als Flurbezeichnung bekannt. Seit den Jahren 1746/1747 bestand nördlich des Mühlenbecker Sees eine Mühle, die von einem Müller Grüwel aus dem Ort Mönchmühle betrieben wurde. Nach Erwerb der Mühle durch den Berliner Lederfabrikanten Peter Friedrich Damm im Jahre 1755 heißt dieser Ort Dammsmühle. Später wurde durch Um- und Anbauten aus Dammsmühle ein Barockschloss (zur Schlossgeschichte siehe Schloss Dammsmühle).
Schönwalde wurde als Straßendorf mit 50 Doppelhäusern beidseitig der Hauptstraße in etwa Nord-Süd-Ausrichtung angelegt. In der Mitte befand sich ein achteckiger Platz mit einem 1780 bis 1782 errichteten Bethaus als Zentrum und dem Anwesen des Schulzen mit der Dorfschänke an der Ostseite. Die einfachen Kolonistenhäuser standen in einer Flucht zur Straße. Dahinter befanden sich die Nebengebäude mit angeschlossenen Gärten. Die Straße führte im Norden nach Basdorf, im Süden unter Umgehung Schönerlindes nach Blankenfelde. Der heutige Bernauer Damm existierte noch nicht. An seiner Stelle gab es nur einen Weg in den Wald und zum nordöstlich hinter den Gärten im Jahre 1755 geweihten Friedhof. In westliche Richtung führte ein Weg vom Dorfplatz durch die „Stege“ nach Dammsmühle. In den Jahren 1830 bis 1832 ließ das Land die Chaussee von Berlin durch die Schorfheide nach Prenzlau ausbauen. Sie führte durch die Hauptstraße von Schönwalde. Es entstand die erste Pflasterung und eine direkte Verbindung zum südlichen Nachbarort Schönerlinde. Auf einer Karte von 1839 ist schon der seitherige Straßenverlauf in Ost-West-Richtung nach Mühlenbeck beziehungsweise Bernau/ Schönow zu erkennen. Am nördlichen Ortsrand an der Stelle des Gewerbegebietes war eine Oberförsterei entstanden.
In den Jahren 1843/44 konnte das Bethaus aus Fachwerk dank eines „Königlichen Gnadengeschenks“ von 1000 Talern durch eine Kirche aus gebranntem Stein ersetzt werden. Die Inneneinrichtung konnte zum größten Teil aus Spenden finanziert werden. Der hölzerne Glockenturm an der Ostseite des Gebäudes wurde erst 1875 aufgestellt. Zehn Jahre später, 1885 bis 1886, erwarb die Kirchengemeinde für das Gotteshaus für 2500 Mark eine Orgel der Firma Sauer aus Frankfurt (Oder). Der abseits der Kirche am östlichen Ortsrand liegende Friedhof musste bis 1937 auf eine Totenhalle verzichten. Die Grundsteinlegung der Friedhofskapelle erfolgte am 12. Mai 1936, die Einweihung am 19. September 1937. Von der Gründung Schönwaldes 1753 bis zum Jahr 1866 gab es im Dorf keine eigene Pfarrstelle, der Ort war der Kirche von Bernau unterstellt. Ab dem 2. Dezember 1866, dem Tag der Loslösung vom Rektorat zu Bernau, versahen bis zum Jahr 2008 sechzehn Pfarrer ihren Dienst in Schönwalde.

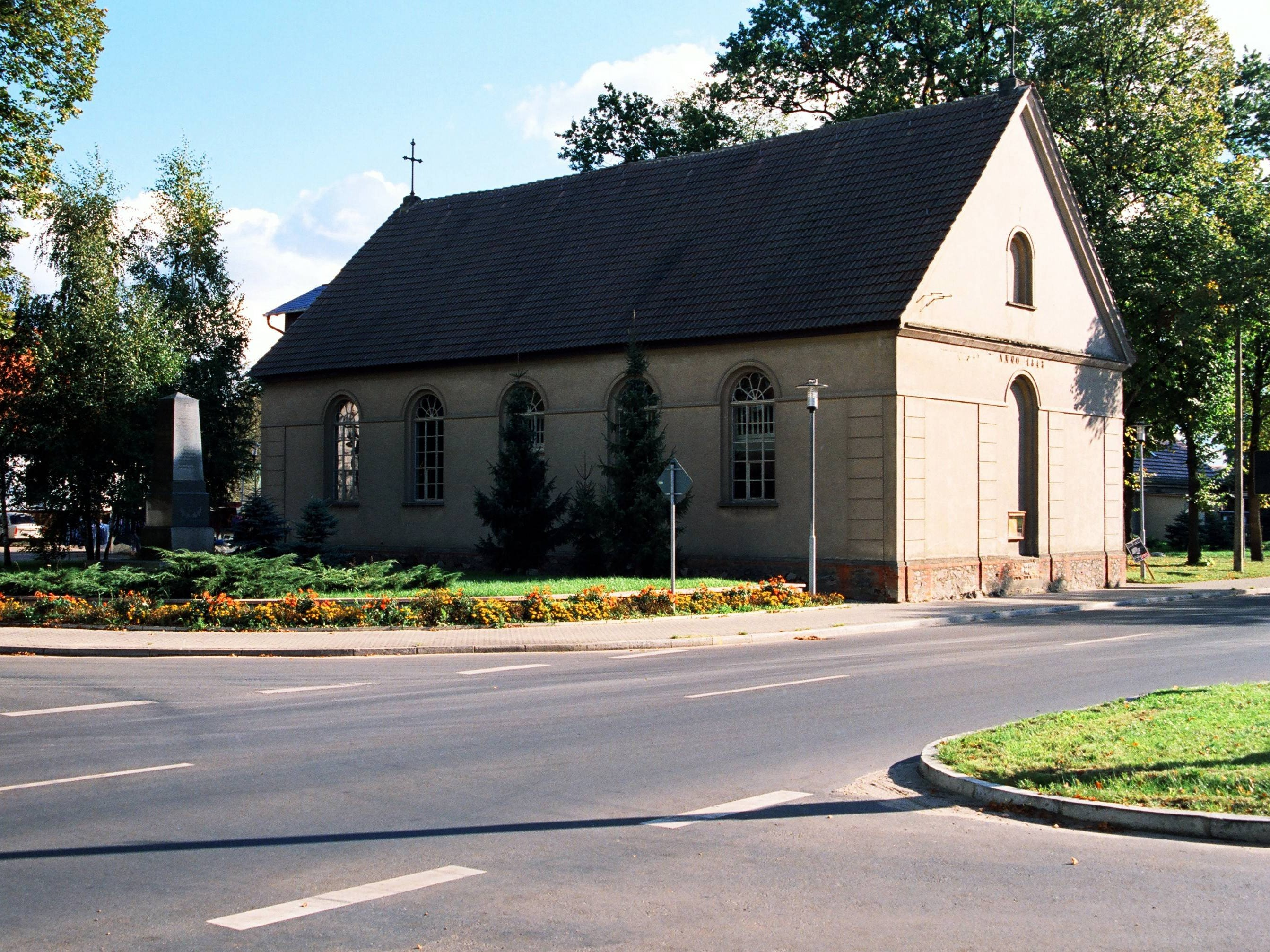
Kirche und Gefallenendenkmal

Das Ortsbild änderte sich in der zweiten Hälfte des 19. Jahrhunderts erheblich. Die Siedlungsfläche blieb zwar auf die Kolonistengrundstücke beschränkt, die durch den wirtschaftlichen Aufschwung am Rande Berlins zu einigem Vermögen gekommenen Eigentümer der Grundstücke ersetzten nun aber nach und nach die strohgedeckten Kolonistenhäuser durch größere Häuser mit zum Teil prächtigen Stuckfassaden im Stil des Historismus. Im Jahre 1903 wurde auf der Nordwestseite des Dorfplatzes ein Denkmal für den Gründer des Ortes, König Friedrich dem II. von Preußen, aufgestellt. Für die 1904 gegründete Freiwillige Feuerwehr entstand ab 1906 ebenfalls auf dem Dorfplatz ein Feuerwehrdepot gegenüber der Kirche. Der Steigeturm an dessen Westseite war ein nachträglicher Anbau aus den 1930er Jahren.

#### Erweiterung des Siedlungsgebietes

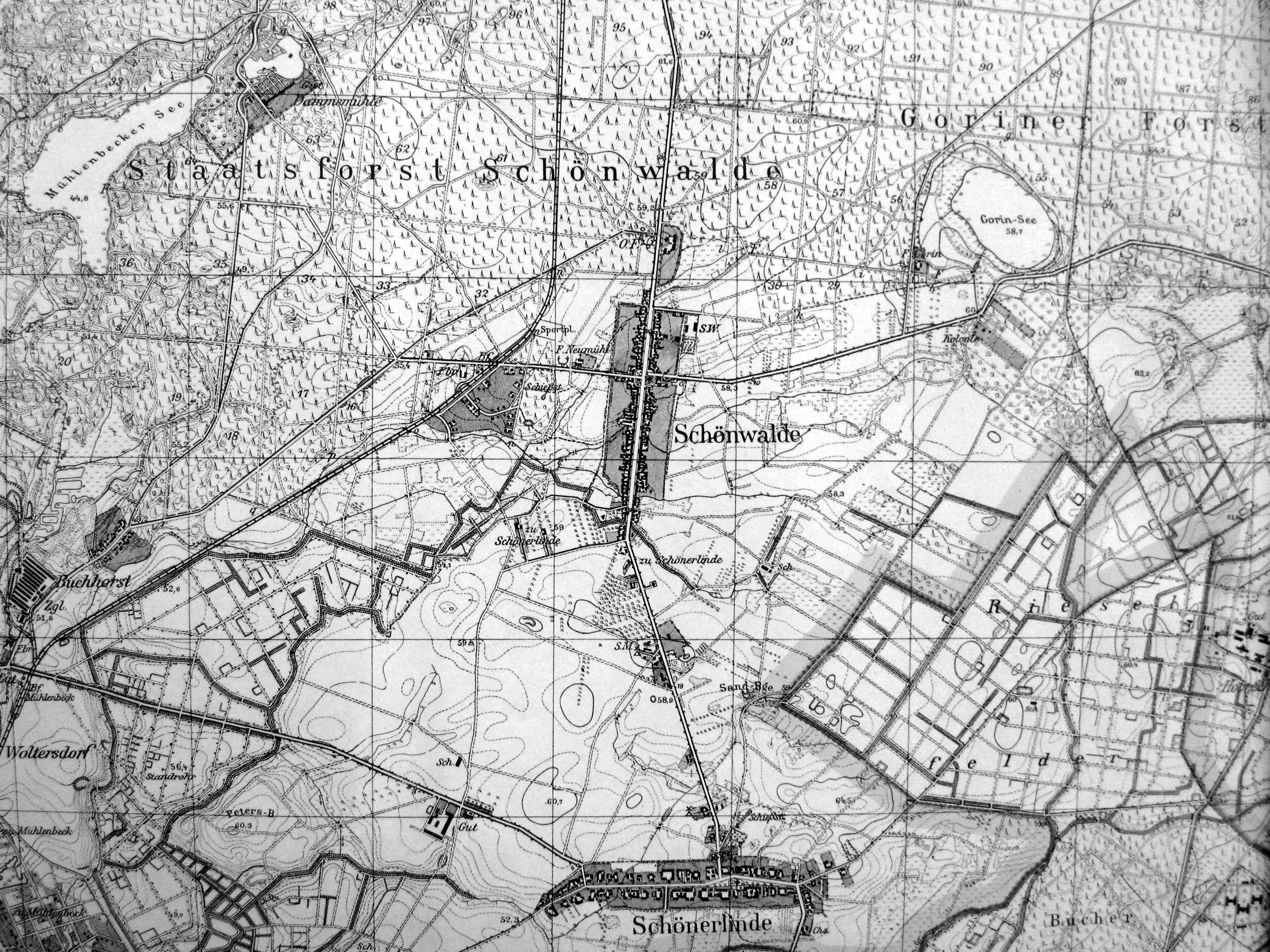
Siedlungsgebiet im Jahr 1903

Ein wichtiger Einschnitt in der Entwicklung Schönwaldes war die Eröffnung der Bahnlinie von Berlin-Reinickendorf nach Groß-Schönebeck beziehungsweise Liebenwalde am 21. Mai 1901. In einer Entfernung von 900 Metern vom Ortszentrum an der Straße Richtung Mühlenbeck entstand der Bahnhof Schönwalde. Bau und Betrieb der Strecke erfolgte durch die Niederbarnimer Eisenbahn AG, an der sich die Gemeinde Schönwalde mit einem Aktienbestand im Wert von 12.000 Mark beteiligte. Die Bahnlinie führte zu einer wesentlich besseren Anbindung an die Reichshauptstadt und damit zu kürzeren Fahrzeiten für Berufspendler, hauptsächlich Bauarbeitern, und Besucher von Ämtern des Kreises Niederbarnim, die ihren Sitz in Berlin hatten. Die Wirtschaft profitierte durch den auf der Bahnstrecke betriebenen Güterverkehr aber auch durch den einsetzenden Ausflugstourismus von Berlin ins Umland. Nicht zuletzt entstand durch die neue Bahnlinie in den 1920er Jahren die erste größere Siedlungserweiterung des Ortes. Die Bahnhofssiedlung wurde südöstlich der Bahntrasse, südlich der Straße nach Mühlenbeck angelegt, also zwischen dem Bahnhof und dem alten östlich gelegenen Ortskern. Seitdem sind sämtliche neu erschlossenen Siedlungsgebiete Schönwaldes an dieser Ost-West-Achse entstanden.

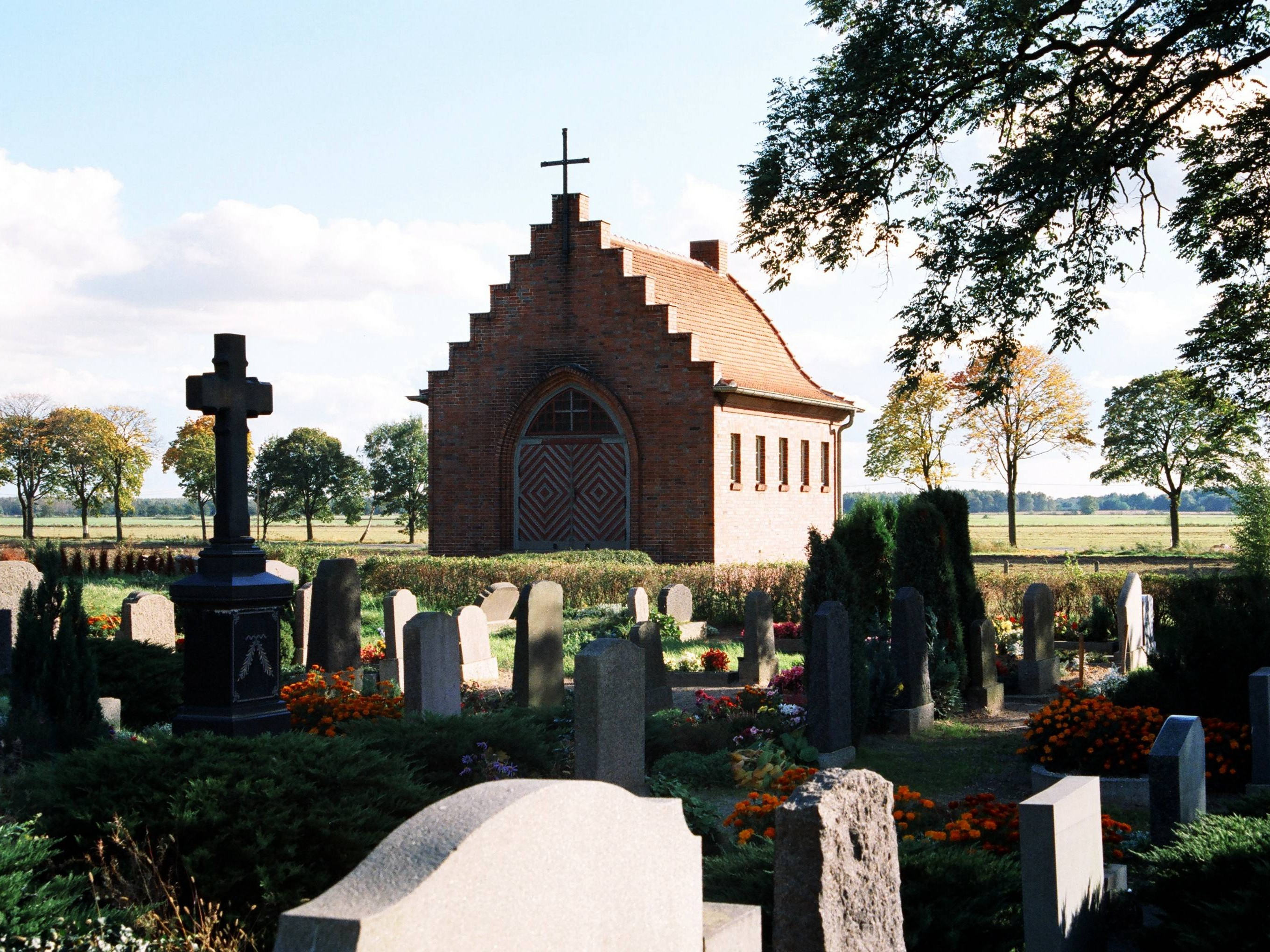
Friedhof

In den 1920er und 1930er Jahren wurden erste Flächen im späteren Ortsteil Gorinsee (oder Gorin) besiedelt. Die südlich des etwa 700 × 400 Meter großen Sees und der an ihm vorbeiführenden Straße nach Schönow angelegten Parzellen beherbergten sowohl Dauerbewohner als auch Wochenend- und Sommergäste. 1934 wurde am See das „Gasthaus Freibad Gorinsee“ (späterer Name „Libelle“) genehmigt. Östlich des Sees entstand ein Zeltplatz, der sich bis 1990 flächenmäßig in den Hochwald ausdehnte, danach aber aufgrund des Einspruchs des Eigentümers, der Berliner Forsten, wieder verkleinert wurde. Nach der Bodenreform 1946/1947 siedelten sich auch Neubauern, vornehmlich an der Hobrechtsfelder Straße, in der Siedlung an. Teile der Siedlung gehörten zur Gemarkung Schönerlinde, bis die Gemeindevertretung von Schönwalde auf Antrag der Bewohner am 30. Juli 1956 einer Eingemeindung nach Schönwalde zustimmte. 1959/60 entstand im Zuge einer Aktion „Perlenkette für Berlin“, einem Ausbau von Naherholungszentren um Berlin, das Strandbad Gorinsee. Es wurde ein in den 1990er Jahren wieder abgerissener Badesteg errichtet und ein Parkplatz angelegt. Ab 1965 kam es zur bislang letzten Siedlungserweiterung am Gorinsee. Westlich des Sees wurden Parzellen vergeben, auf denen Bungalows entstanden. Dieser Bereich hat gemäß dem Einigungsvertrag Bestandsschutz, Baugenehmigungen werden dort aber nicht mehr erteilt. Im Gegensatz dazu wurden nach 1990 in der Siedlung Gorinsee südlich des Sees viele Wochenendgrundstücke zu Wohngrundstücken mit Einfamilienhäusern.
Mit der Zunahme der Bevölkerungszahl von Schönwalde ging ein ständiger Wohnraummangel einher. Im 19. Jahrhundert wurde dem noch mit dem Um- und Ausbau der Gebäude auf den Kolonistengrundstücken begegnet. Eine Erweiterung der Siedlungsfläche war zunächst nicht möglich, da die Bebauung des landwirtschaftlich genutzten Bodens nach dem Rezess von 1866 verboten war und der umliegende Wald zu diesem Zwecke nicht gerodet werden konnte, da er nicht der Gemeinde gehörte. Erst 1921 erwarb die Siedlungsgesellschaft Niederbarnim (SNB) Land zu beiden Seiten der Bahnhofstraße (seit Mitte des 20. Jahrhunderts Mühlenbecker Chaussee) und die Bahnhofssiedlung entstand. Die SNB kam ab 1928 in finanzielle Schieflage und die Bahnhofssiedlung wurde zur Konkursmasse. In den Jahren 1937 bis 1939 wurden westlich des Bahnhofs sieben Mehrfamilienhäuser errichtet, die sogenannte „Waldsiedlung“, die aber nicht des Bevölkerungsdrucks des Ortes wegen gebaut wurde, sondern der Unterbringung von Beamten der nahe gelegenen Gendarmerie-Kaserne diente. Der Zuzug von 300 Vertriebenen aus den deutschen Ostgebieten nach dem Zweiten Weltkrieg verschärfte die Wohnungssituation zusätzlich. Ab den 1950er Jahren entstand nach und nach die „Neue Siedlung“ auf Bodenreformland nördlich der Bahnhofstraße, westlich anschließend an den alten Ortskern. Zwischen 1970 und 1990 gab es dann noch zwei kleinere Siedlungserweiterungen, einmal die Bebauung des kaum genutzten Sportplatzes südlich der Waldsiedlung und der Bau von acht betriebseigenen Wohnhäusern des VEB Versuchstierproduktion nördlich des Ortes gegenüber dem Gewerbegebiet an der Hauptstraße.

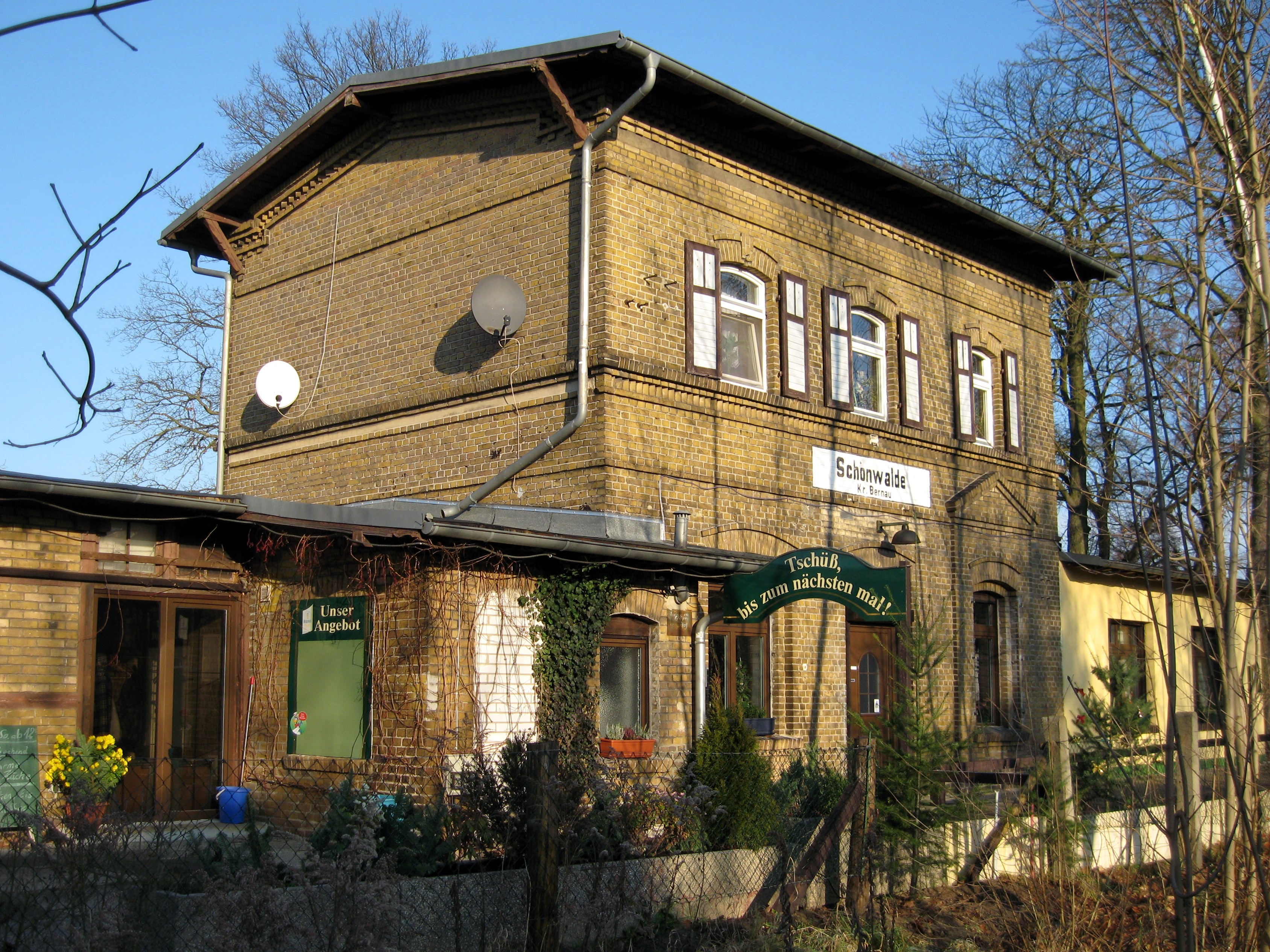
Ehemaliges Bahnhofsgebäude

Da die Bahnlinie der „Heidekrautbahn“ nach Berlin-Reinickendorf, nach West-Berlin, führte, kam es in den Jahren der deutschen Teilung zu wesentlichen Einschränkungen im Verkehr. Schon in den 1950er Jahren war zwar eine neue Streckenführung nach Süden, abzweigend einen Kilometer nördlich der Schönwalder Bahnhofstraße, Richtung Berlin-Karow gebaut worden. Sie diente aber nur dem Güterverkehr. Nach dem Bau der Berliner Mauer war der Personenverkehr der Strecke der Niederbarnimer Eisenbahn von der Berliner Innenstadt abgeschnitten. Die Bahnlinie diente danach nur noch als Industriebahn für Bergmann-Borsig in Berlin-Wilhelmsruh. In den 1960er Jahren wurde der Personenverkehr auf die neue Strecke Richtung Berlin-Karow zu einem provisorischen Haltepunkt in Berlin-Blankenburg umgeleitet. Erst später nutzte man den S-Bahnhof Berlin-Karow als Umsteigebahnhof und errichtete einen neuen Haltepunkt in Schönerlinde. Schönwalde erhielt bei der Fahrstreckenumstellung nach Berlin-Blankenburg einen neuen Haltepunkt, der zwischen dem alten Bahnhof und dem Ortskern lag. Dieser ist, wie die Strecke nach Berlin-Karow, noch immer in Betrieb. Eine Wiedereröffnung der alten Bahnlinie nach Berlin-Reinickendorf wurde seit 1990 des Öfteren in Erwägung gezogen, bis 2009 aber nicht realisiert. Auf der alten Strecke fahren bislang nur Traditionszüge zu besonderen Anlässen. Während es in früheren Zeiten Planungen zur Elektrifizierung der Bahnlinie gab, so in den 1930er Jahren und in den 1980er Jahren als Erweiterung des S-Bahn-Netzes bis zum Bahnhof Wandlitzsee, wurde nach 1990 wegen rückläufiger Fahrgastzahlen der Strecken-Ast nach Liebenwalde bis Wensickendorf verkürzt. Das Rest-Netz wurde durch die Niederbarnimer Eisenbahn AG, die die Strecken von der Deutschen Bahn AG zurück übertragen erhielt, saniert und wird mit modernen Dieseltriebzügen bedient.

#### Siedlungsverdichtung und Ausbau der Infrastruktur nach 1990
| Einwohnerentwicklung 1754 bis 2013 | Einwohnerentwicklung 1754 bis 2013 | Einwohnerentwicklung 1754 bis 2013 | Einwohnerentwicklung 1754 bis 2013 | Einwohnerentwicklung 1754 bis 2013 | Einwohnerentwicklung 1754 bis 2013 |
| Jahr                               | Einwohner                          | Jahr                               | Einwohner                          | Jahr                               | Einwohner                          |
| ---------------------------------- | ---------------------------------- | ---------------------------------- | ---------------------------------- | ---------------------------------- | ---------------------------------- |
| 1754                               | 102                                | 1971                               | 1539                               | 2000                               | 2007                               |
| 1769                               | 443                                | 1981                               | 1312                               | 2001                               | 2158                               |
| 1801                               | 618                                | 1985                               | 1252                               | 2002                               | 2238                               |
| 1858                               | 1076                               | 1989                               | 1179                               | 2003                               | 2270                               |
| 1875                               | 1194                               | 1990                               | 1156                               | 2004                               | 2264                               |
| 1890                               | 1342                               | 1991                               | 1202                               | 2005                               | 2290                               |
| 1895                               | 1377                               | 1992                               | 1195                               | 2006                               | 2301                               |
| 1910                               | 1473                               | 1993                               | 1271                               | 2007                               | 2332                               |
| 1925                               | 1503                               | 1994                               | 1457                               | 2008                               | 2336                               |
| 1933                               | 1558                               | 1995                               | 1555                               | 2009                               | 2341                               |
| 1939                               | 1676                               | 1996                               | 1664                               | 2010                               | 2345                               |
| 1946                               | 1459                               | 1997                               | 1732                               | 2011                               | 2315                               |
| 1950                               | 1580                               | 1998                               | 1764                               | 2012                               | 2331                               |
| 1964                               | 1590                               | 1999                               | 1888                               | 2013                               | 2355                               |

Nach Instandsetzung der Dorfstraße, nunmehr Hauptstraße, in den Jahren 1910 bis 1912 und der Aufbringung einer mangelhaften Asphaltschicht im Jahre 1963 erfolgte von 1990 bis 1992 eine grundhafte Erneuerung der Bundesstraße 109 durch Schönwalde einschließlich der Nebenflächen, wie Gehwegen, Parktaschen und Nebenstraßen am Dorfplatz. Dabei wurden Wasser- und Abwasserleitungen neu verlegt. Allgemein kann nach 1990 von einem kräftigen Aufschwung der Bautätigkeiten in Schönwalde gesprochen werden. Neue Siedlungsgebiete entstanden beiderseits der Bahnhofstraße, so der Eichengrund, die Siedlungen am Fuchsbergweg, an der Birkenstraße und auf dem ehemaligen Fabrikgelände der Holzwarenfabrik Otto Liebenhagen am alten Bahnhof. Dies ging einher mit der ständigen Verdichtung der alten Siedlungsgebiete. Die Einwohnerzahl des Ortes verdoppelte sich von 1156 am 3. Oktober 1990 auf 2347 im Jahr 2010.

Entwicklung der Einwohnerzahl von 1754 bis 2013 nach nebenstehender Tabelle

Auch Einzelbauobjekte, die seither das Ortsbild prägen, wurden in Angriff genommen. So entstanden in den 1990er Jahren ein Geschäftshaus an der Südostecke des Dorfplatzes, in das ein Lebensmittel- und ein Getränkemarkt sowie eine Bäckerei, eine Fleischerei und ein Blumengeschäft einzogen, und der Anbau an das Feuerwehrhaus im Ortszentrum. Gegenüber der Feuerwehr wurde im August 1993 das restaurierte Denkmal des Ortsgründers Friedrich II. wieder aufgestellt, dessen Büste zu DDR-Zeiten von Einwohnern Schönwaldes aufbewahrt worden war. Das Original wurde in der Nacht zum 1. Juni 1995 gestohlen. So ließ die Gemeindeverwaltung im Oktober 1996 eine ähnliche Büste aus Kaltgussmetall als Ersatz aufstellen.
Nach dem Jahr 2000 entstand an Stelle der früheren Schule in der Waldsiedlung ein Gebäude als Gemeindezentrum. Dort wurden der Kindergarten und die Gemeindebibliothek untergebracht. Außerdem befinden sich im Obergeschoss das Sprechzimmer der Ortsvorsteherin und ein kleiner Beratungsraum für den Ortsbeirat. Auf demselben Grundstück wurde eine Sporthalle für die Gemeinde Schönwalde errichtet. Sie wird zumeist durch den 1995 gegründeten Sportverein genutzt. Auch im Gewerbegebiet an der Hauptstraße gab es ab 1990 rege Bautätigkeiten. Einige der investierenden Firmen konnten sich jedoch nicht halten. Im Jahre 2007 eröffnete dort ein zweiter Lebensmittel-Supermarkt, direkt gegenüber dem 2006 dorthin verlagerten Markt, der bis dahin im Ortszentrum angesiedelt war. Im Januar 2008 zog auch der Getränkemarkt von der Ortsmitte zum Standort der beiden Lebensmittelmärkte an der nördlichen Ortsgrenze. Des Weiteren wurde eine weitere Räumlichkeit für verschiedene kleine Läden im Gewerbegebiet gebaut. Im Geschäftshaus am Dorfplatz befindet sich nach Wegzug des Lebensmittel- und Getränkemarktes nunmehr neben der Backwaren-Verkaufsstelle ein Baumarkt. Ein zwischenzeitlich dort eingerichteter Drogeriemarkt besteht seit der Insolvenz der Firma Schlecker im Ort nicht mehr.

### Wirtschaftliche Entwicklung

#### Gewerbe

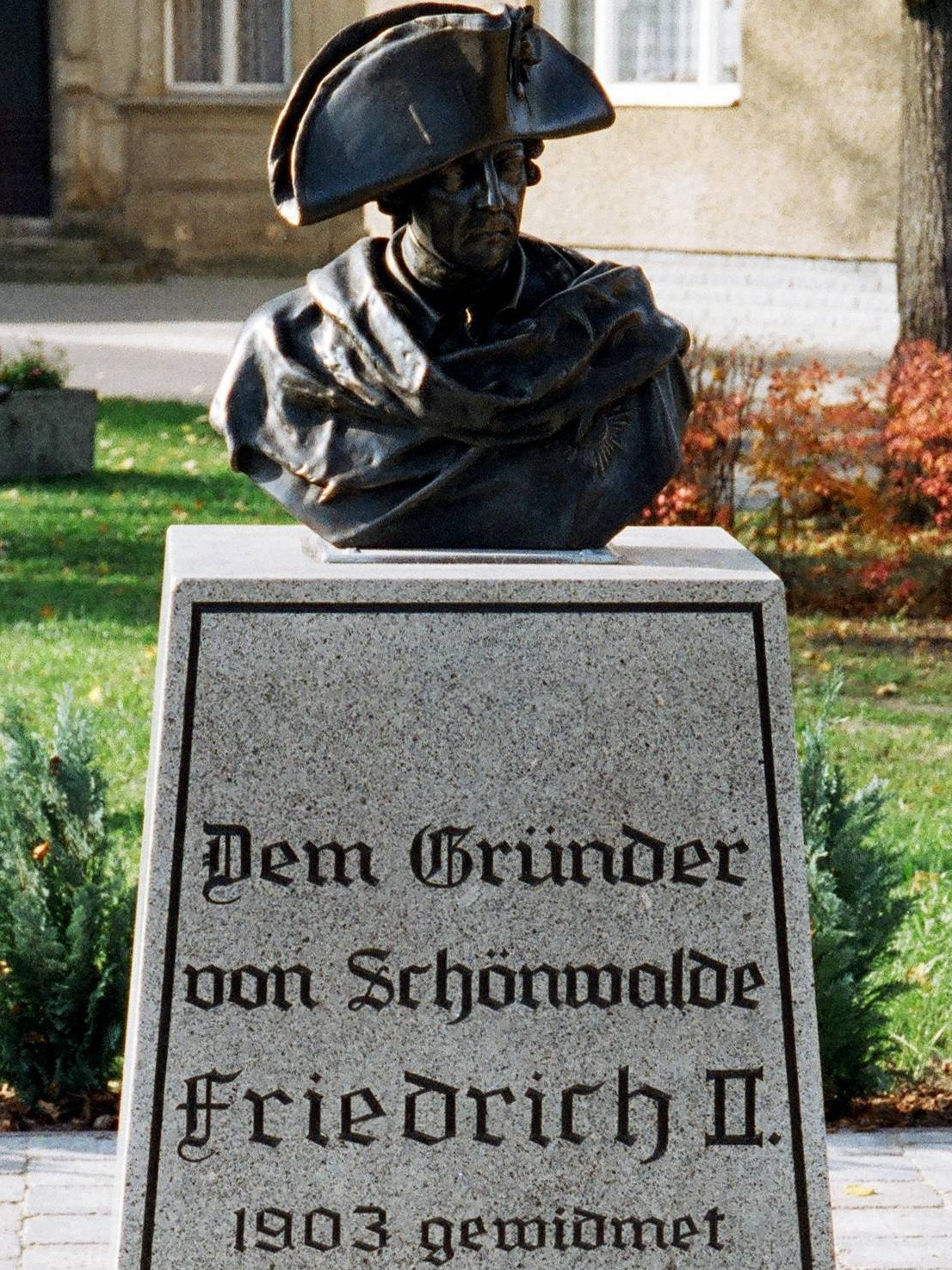
Neues Denkmal (1997)

In dem neu gegründeten Ort Schönwalde übten zunächst die Frauen, älteren Kinder und einige Männer den Beruf des Spinners aus. Die meisten Männer gingen dagegen ihren ursprünglich erlernten Berufen nach. Im Kirchenbuch der Gemeinde sind acht Zimmerleute, vier Schneider, vier Maurer, drei Tischler, zwei Schuhmacher, zwei Müller, zwei Köhler, dazu je ein Bäcker, Färber, Pantoffelmacher, Messerschmied, Radmacher, Garnweber, Stellmacher, Tuchmacher und Dachschieber aufgeführt. Schon während des Siebenjährigen Krieges (1756–1763) geriet das Spinnen ins Stocken und hörte um 1800 ganz auf. Aufgrund des im Gegensatz zu den geringen landwirtschaftlichen Nutzflächen großen Waldbestandes in der Umgebung suchten viele Einwohner Auskommen in der Holzverarbeitung. Um 1790 begann der Nutzholzhandel, kurze Zeit später wurden Leitern sowie Stiele für Handwerksgeräte, Backschieber und Bäckereigeräte aus Holz hergestellt. 1810 begann Gustav Liebenhagen in der Dorfstr. 63 (später Hauptstr.) in einer kleinen Werkstatt mit der Fertigung von Backschiebern. Diese Werkstatt wurde an diesem Standort über die Jahre von Otto Liebenhagen weiter zu einer kleinen Fabrik mit ca. 30 Mitarbeitern ausgebaut. Gegenüber gab es noch das Sägewerk Firma Paul Grünewald.
Mit Beginn des 20. Jahrhunderts gingen einige Handwerksbetriebe zur industriellen Fertigung über. Am alten Bahnhof begann 1927 Otto Liebenhagen eine zweite Niederlassung in Form eines Sägewerks zu errichten. Mit der Eisenbahn kamen Baumstämme aus Brandenburg und Mecklenburg. 1934 wurde bereits in einer Fabrik mit vier Werkhallen gearbeitet. Die Arbeiter stellten vor allem Klein- und Küchenmöbel, Kisten, Bügelbretter, Schneideplatten, Blumenkästen, Sägeböcke, Backschieber, Rundstäbe, Ladeneinrichtungen sowie Leisten für Schuhe und Ausrüstungen für Baufirmen her. Abnehmer der Waren war der Markt der nahen Reichshauptstadt Berlin. Viele Einwohner Schönwaldes arbeiteten dort als Pendler, zumeist im Baugewerbe. Im Ort entstand ab 1931 am „Alten Forsthaus“, am Ortsausgang Richtung Basdorf, eine Hühnerfarm. Der Geflügelhof Forsthaus Schönwald entwickelte sich zu einer anerkannten Geflügelzucht-Lehrwirtschaft für Leghorn und Rhodeländer. Ab 1935 wurden nach Zukauf von Parzellen vom Staatsforst auch Pferde, Kühe und Schweine gehalten. Nachdem der Besitzer Otto Bartsch, Honorarprofessor an der Landwirtschaftlichen Hochschule Berlin 1934–1937, im April 1945 durch sowjetische Soldaten erschossen wurde, leitete dessen Frau Frieda Bartsch den Betrieb bis zum Verkauf 1960 an die LPG Schönerlinde weiter. Auf dem Gelände entstand in den 1960er Jahren eine Zuchtanstalt für Versuchstiere.
Nach dem Zweiten Weltkrieg waren viele Werkstätten beschädigt und wegen des Mangels an Rohstoffen wurden zunächst nur Reparaturarbeiten getätigt. Schon bald belebten sich aber die traditionellen Holz- und Baugewerke und neben diesen entstand neues Gewerbe im Dienstleistungsbereich. Die 1953 bestehenden 44 Handwerks- und Gewerbebetriebe des Ortes beschäftigten 168 Arbeitskräfte. In den 1960er Jahren schloss sich ein Teil der Tischler zu einer Produktionsgenossenschaft des Handwerks (PGH) zusammen. Andere Betriebe wurden zu Volkseigenen Betrieben (VEB) verstaatlicht. Die größten Betriebe waren in den 1970er Jahren die PGH Möbel und Wohnraum, der VEB Versuchstierproduktion (1973 gegründet), der VEB Heimkunst (später Betriebsteil des VEB Korb- und Flechtwaren Heringsdorf), der VEB Großküchenbau (entstand 1972 aus der Enteignung der Otto Liebenhagen Holzwarenfabrik, wurde später Teil des Holzverarbeitungswerks Klosterfelde und damit ab 1980 zum VEB Profilleistenwerk Schönwalde) und die Firma Seils (Hochbau). In diesen und den kleineren Betrieben wurden über 500 Arbeitskräfte beschäftigt.
Die genossenschaftlichen und staatlichen Betriebe wurden 1990 aufgelöst, zum Teil reprivatisiert oder geschlossen, wie die Versuchstierproduktion. Reprivatisiert an die Erben von Otto Liebenhagen, wurde am 1. Juli 1990 auch die ehemals enteignete Firma Otto Liebenhagen, jetzt VEB Profilleistenwerk Schönwalde. Bis 1997 wurde der Betrieb in dem Profilleistenwerk unter der Firmierung Schönwalder Profilleisten GmbH weitergeführt. Hier entstanden Zulieferteile für die Möbelindustrie. Beschäftigt waren bis zu 35 Mitarbeiter, überwiegend aus den umliegenden Orten. In den Jahren 1990 bis 1992 etablierten sich über 70 Gewerbebetriebe, überwiegend im Dienstleistungs- und Einzelhandelsbereich. Teilweise siedelten sich völlig neue Gewerbe im Ort an. Ein Hotel im Schloss Dammsmühle musste jedoch schon bald wieder schließen. Auf dem Gelände des VEB Versuchstierproduktion entstand durch die Ansiedlung verschiedener Firmen ein Gewerbegebiet. Ein weiteres Gewerbegebiet ist ab 1997 auf dem ehemaligen Gelände der Schönwalder Profilleisten GmbH, der Gewerbehof Schönwalde, in der heutigen Mühlenbecker Chaussee 16 entstanden. Dort haben sich 10 Handwerks- und Dienstleistungsunternehmen mit ca. 30 Beschäftigten angesiedelt. Im Jahr 2004 waren in Schönwalde 225 Gewerbebetriebe gemeldet. Bis Ende des Jahres 2008 hatte sich diese Zahl auf 249 erhöht. Es ist also in den letzten Jahren, wie im gesamten Gemeindegebiet Wandlitz, ein leichter Anstieg der gemeldeten Gewerbebetriebe zu verzeichnen.

#### Landwirtschaft
Aufgrund der Erbverschreibung von 1753 hatte die Gemeinde Schönwalde 137 Morgen (etwa 34 ha) Land und die Erlaubnis, 108 Kühe auf die Weide in die Mühlenbecker Forst zu schicken. Das Anwachsen des Viehbestandes der Gemeindeherde, schon 1777 bereits 250 Kühe, 200 Schweine und 200 Gänse, führte zu Streitigkeiten mit dem Amt Mühlenbeck um die Weiderechte, die erst 1821 durch den Verkauf der Ländereien des Schulzengutes an 57 Kolonisten entschärft wurde. Nach Beseitigung der „Weidegerechtigkeit“ im Jahre 1866 und damit verbundener Abfindung der „Hüthungsgenossen“ mit 370 Morgen Land für das Weiderecht verfügten die Kolonisten von Schönwalde zusätzlich über 470 Morgen (etwa 115 ha) Land. In den folgenden Jahren kauften oder pachteten einzelne Schönwalder Land in den benachbarten Dörfern, vor allem in Schönerlinde.
Bei vielen landwirtschaftlichen Betrieben des Ortes kam es wiederholt zu Zwangsversteigerungen, allein sieben in den Jahren 1904 bis 1912, was wohl auf den geringen Landbesitz zurückzuführen war. Das gerichtliche Verzeichnis über Eintragungen in die „Erbhöferrolle“ aus dem Jahr 1934 benennt sechs Bauern in Schönwalde, die allerdings nur einen Besitz zwischen 8 und 11 Hektar hatten. Während der Bodenreform 1946/1947 erhielten 137 Personen Land, darunter nur sieben Personen über 10 Hektar und fünfzehn weitere über einen Hektar. Der größte Teil des vergebenen Bodens war als Garten- und Siedlungsland in kleine Parzellen aufgeteilt. Auf einem Teil davon entstand später die Siedlung an der Linden- und Neumühler Straße. 1952 bewirtschafteten 44 bäuerliche Betriebe insgesamt 317,57 ha Ackerland. Die Anzahl verringerte sich in den folgenden Jahren auf 31 im Jahre 1959. Infolge Überalterung der Bauern lagen 1957 vierzig Morgen (10 ha) Land brach.
Die seit 1956 verstärkte Werbung zum Zusammenschluss zu Landwirtschaftliche Produktionsgenossenschaften führte 1958 zum Eintritt einiger Bauern der Gorin-Siedlung in die LPG am Gorinsee und 1961 zur Gründung einer LPG am Hauptort Schönwalde. Die letztere schloss infolge fehlender Arbeitskräfte 1966 einen Kooperationsvertrag mit dem VEG (Volkseigenes Gut) Schönerlinde. Der größte Teil der Flächen wurde dem VEG zur Bewirtschaftung übergeben. Der Rest von 83 Hektar wurde 1967 der LPG Schönerlinde angeschlossen. Nach der Reprivatisierung der Flächen war 1991 der in Berlin wohnhafte Gerhard Heeger einziger Landwirt in Schönwalde. Als langjähriges Mitglied der LPG und Leiter der Jungrinderanlage am Gorinsee baute er auf gekauftem und gepachtetem Boden einen bäuerlichen Familienbetrieb auf.

## Politik

### Ortszugehörigkeit
Schönwalde gehört seit der Gründung 1753 zu Brandenburg, innerhalb des Königreichs Preußen zur Mark Brandenburg und aktuell zum Land Brandenburg der Bundesrepublik Deutschland. Von 1815 bis 1952 war der Ort Bestandteil des Kreises Niederbarnim der preußischen Provinz Brandenburg beziehungsweise des Landes Brandenburg der DDR. Seit der Verwaltungsreform der DDR vom 23. Juli 1952 gehörte Schönwalde zum Kreis Bernau im Bezirk Frankfurt (Oder). Nach Auflösung der Bezirke und Neugründung des Landes Brandenburg am 3. Oktober 1990 war Schönwalde eine selbstständige Gemeinde im Kreis Bernau. Die Verwaltungsaufgaben wurden seit dem 1. Juli 1992 durch das Amt Wandlitz innerhalb des Landkreises Barnim wahrgenommen. Mit der Umwandlung des Amtes zur Gemeinde Wandlitz durch Landesgesetz zum 26. Oktober 2003 verlor der Ort Schönwalde seine Selbstständigkeit. Die ehemalige Gemeinde ist seitdem Ortsteil der Großgemeinde Wandlitz. Eine Verfassungsbeschwerde aller amtsangehörigen Gemeinden gegen die kommunale Neugliederung vor dem Verfassungsgericht des Landes Brandenburg wurde am 16. Juni 2005 zurückgewiesen.

### Ortsvorsteher
Das frühere Amt des Bürgermeisters wird seit der Fusion mit Wandlitz von einem Ortsvorsteher, bis 2008 auch Ortsteilbürgermeister genannt, wahrgenommen. In das Amt des Bürgermeisters wurde Maria Brandt (zunächst parteilos, seit April 2001 Mitglied der SPD) am 5. Dezember 1993 gewählt. Bis zu ihrem plötzlichen Tod im September 2019 konnte sie ihre Amtszeit als Ortsvorsteher immer wieder verlängern.
Der Ortsbeirat hat beratende Funktion für die Gemeindevertretung von Wandlitz bezüglich der Entscheidungen des Gremiums, die den Ortsteil Schönwalde betreffen. Einige der Vertreter des Ortsbeirates sind gleichzeitig Gemeindevertreter.
Als Ortsvorsteherin wurde Gabriele Bohnebuck (Die Linke) im Dezember 2019 neu in das Amt berufen.
| Bürgermeister oder Ortsversteher/Ortsvorsteherin | Bürgermeister oder Ortsversteher/Ortsvorsteherin | Bürgermeister oder Ortsversteher/Ortsvorsteherin | Bürgermeister oder Ortsversteher/Ortsvorsteherin | Bürgermeister oder Ortsversteher/Ortsvorsteherin | Bürgermeister oder Ortsversteher/Ortsvorsteherin | Bürgermeister oder Ortsversteher/Ortsvorsteherin |
| Amtszeit                                         | Bürgermeister                                    | Vermerk                                          |                                                  | Amtszeit                                         | Bürgermeister                                    | Vermerk                                          |
| ------------------------------------------------ | ------------------------------------------------ | ------------------------------------------------ | ------------------------------------------------ | ------------------------------------------------ | ------------------------------------------------ | ------------------------------------------------ |
| 1753                                             | Ludwig Meschker                                  | Dorfschulze                                      |                                                  | 1959–1961                                        | Hans Engel                                       | –                                                |
| 1887–1906                                        | Meinicke                                         | –                                                |                                                  | 1961–1963                                        | Orsadnik                                         | –                                                |
| –1927                                            | Kuhlicke                                         | –                                                |                                                  | 1963                                             | Splittgerber                                     | kommissarisch                                    |
| 1927–1933                                        | Gädicke                                          | –                                                |                                                  | 1964                                             | Zepernick                                        | –                                                |
| 1933–1941                                        | Oskar Möhring                                    | –                                                |                                                  | 1965–1967                                        | Olga Zech                                        | –                                                |
| 1941–1945                                        | H. Böttcher                                      | Vertretung                                       |                                                  | 1968–1970                                        | Olga Tausch                                      | –                                                |
| 1945–1946                                        | Willi Kempfer                                    | –                                                |                                                  | 1970–1974                                        | Pacyna                                           | –                                                |
| 1946–1948                                        | Paul Lehmann                                     | –                                                |                                                  | 1974–1978                                        | Zahl                                             | –                                                |
| 1948–1951                                        | Fritz Schmiedeberg                               | abgesetzt                                        |                                                  | 1978–1983                                        | Siebert                                          | –                                                |
| 1951–1955                                        | Fritz Kuhlicke                                   | –                                                |                                                  | 1983–1990                                        | Lucie Pradella                                   | –                                                |
| 1955–1957                                        | Helmut Dostal                                    | kommissarisch                                    |                                                  | 1990–1993                                        | Christel Wilke                                   | –                                                |
| 1957–1959                                        | Lenné                                            | –                                                |                                                  | 1993–2018                                        | Maria Brandt                                     | –                                                |
|                                                  |                                                  |                                                  | -                                                | seit 2019                                        | Gabriele Bohnebuck                               |                                                  |

### Ortsbeirat
Der Ortsbeirat hat beratende Funktion für die Gemeindevertretung von Wandlitz bezüglich der Entscheidungen des Gremiums, die den Ortsteil Schönwalde betreffen. Einige der Vertreter des Ortsbeirates sind gleichzeitig Gemeindevertreter.
| Partei / Wahlbewerber | Stimmenanteil (in Prozent) | Sitze |
| --------------------- | -------------------------- | ----- |
| SPD                   | 44,5                       | 2     |
| Die Linke             | 17,6                       | 1     |
| AfD                   | 15,5                       | 1     |
| EK Hollenberg         | 13,3                       | 1     |

Am 26. Mai 2019 fanden die letzten Kommunalwahlen statt. Die Wahlbeteiligung betrug 67,7 Prozent der wahlberechtigten Einwohner. Danach setzt sich der aus fünf Personen bestehende Ortsbeirat wie in der Tabelle gezeigt zusammen.

### Wappen
Auf dem Wappenschild von Schönwalde ist eine Eiche in grün auf silbernem (weißem) Grund dargestellt, die unten auf grünem Grund verwurzelt ist. Unter der Eiche befindet sich eine goldene (gelbe) Krone, links und rechts des Baumes je eine Spindel in rot. Die Eiche besitzt fünf goldene Eicheln.
Die Eiche symbolisiert den Waldreichtum des Ortsgebietes und die Gründung inmitten des Mühlenbecker Forstes. Die Krone verweist auf die Gründung durch königliche Order, die Spindeln auf den Grund der Gründung, der Ansiedlung von Textilarbeitern (Spinnern und Webern) in Preußen.
Das Wappen von Schönwalde wurde erst im Jahre 1995 bestätigt. Vorausgegangen war ein Bürgerentscheid zu verschiedenen Wappenentwürfen, bei dem sich der Gestaltungsvorschlag des ortsansässigen Olaf Tausch durchsetzte und mit leichten Änderungen angenommen wurde. Die Abänderungen betrafen die Wegnahme zweier halbkreisförmiger blauer Felder neben dem unteren Grün (die den Gorinsee und den Mühlenbecker See darstellen sollten) und das Auswechseln eines Dammsmühle symbolisierenden Mühlrades durch eine zweite Spindel. Die Einfügung des Monogramms Friedrichs II. statt der Krone als eindeutigeren Bezug auf die königliche Gründung wurde schon durch den Gestalter des Wappens zugunsten der Königskrone der besseren Darstellbarkeit wegen verworfen.

### Ortspartnerschaften
- Schönwalde am Bungsberg, seit 1991

## Kultur und Sehenswürdigkeiten

### Bau- und Bodendenkmale
Jeder der neuen Wandlitzer Ortsteile besitzt Baudenkmale und auch Bodendenkmale, die allesamt in der Brandenburgischen Denkmalliste aufgeführt sind.

### Kirchen

#### Evangelische Kirche Schönwalde

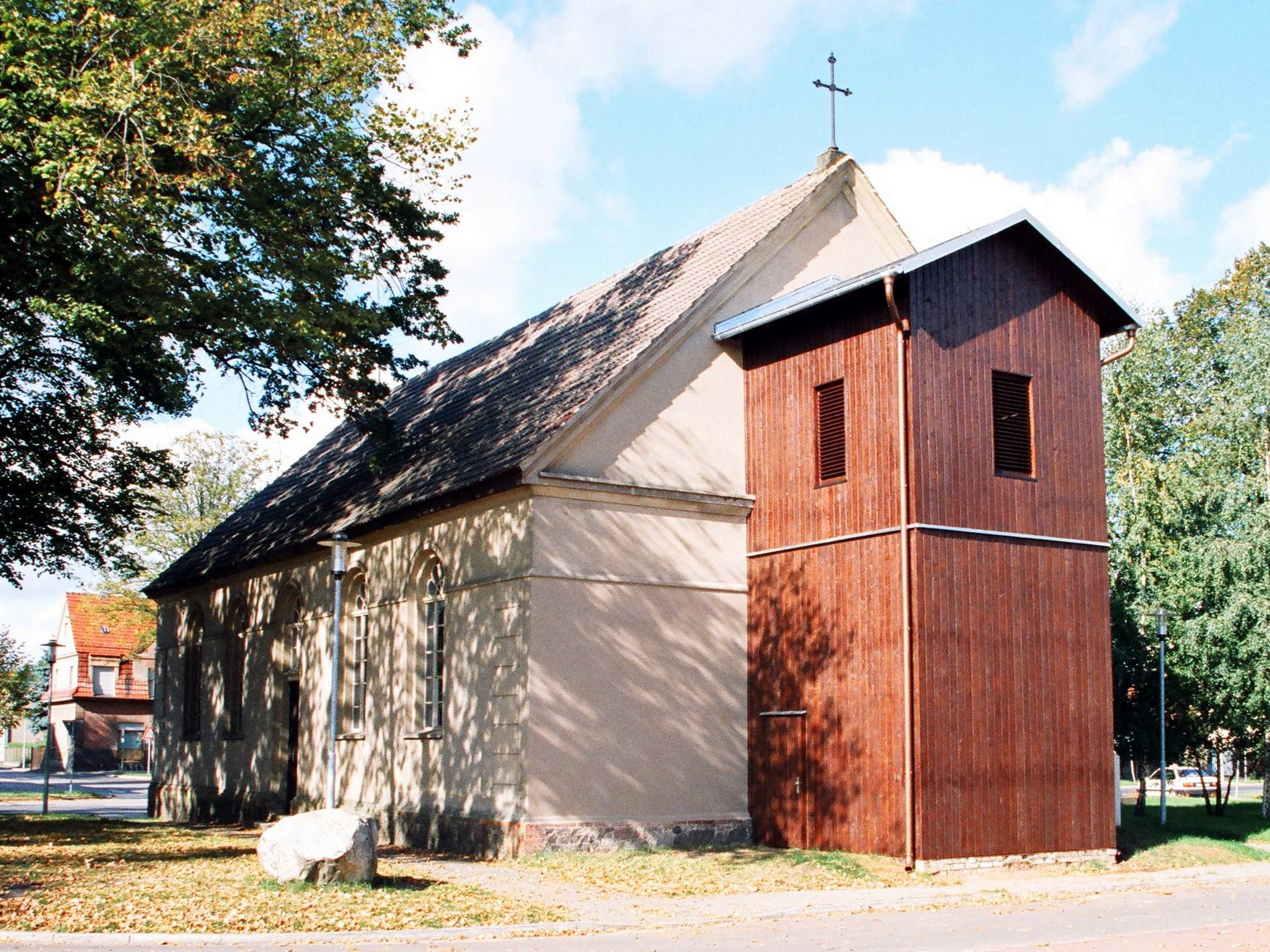
Kirche mit Glockenturm

Der im Jahre 1844 fertiggestellte Ziegelbau der Schönwalder Dorfkirche, mit den Maßen 21 m × 11,70 m, ersetzte ein 1780 bis 1782 als Fachwerkbau ohne Kirchturm errichtetes Bethaus. Die neue Kirche wurde im klassizistischen Rundbogenstil erbaut und kam einem Musterentwurf für ländliche Gemeinden nahe, der von dem Architekten Karl Friedrich Schinkel als sogenannte Normalkirche entwickelt wurde. Der am 22. September 1844 geweihte Neubau musste jedoch zunächst ohne Kirchturm auskommen, bevor 1875 an der Ostseite ein hölzerner Turm für die 1872 erworbenen zwei Glocken angefügt wurde. Im Inneren der Kirche befindet sich eine 1885/1886 für 2500 Mark eingebaute Orgel der Firma Wilhelm Sauer aus Frankfurt an der Oder. Die Orgelweihe fand am ersten Advent 1886 statt. Der 1904/1905 geplante Bau eines steinernen Kirchturmes wurde nicht realisiert.
Anfang der 1960er Jahre wurde im Rahmen einer Renovierung und Modernisierung der westliche Eingang zugemauert, 1963 der Innenraum umgestaltet. Im Rahmen einer umfassenden Sanierung bekam die Kirche Ende der 2000er Jahre ein neues Ziegeldach und im Frühjahr 2010 für 22.600 Euro drei nach historischem Vorbild nachgebaute Eingangstüren aus Eichenholz, eine davon am vormals zugemauerten Westgiebel. 2011/2012 wurde die Dorfkirche weiterhin saniert, wozu aus dem Gemeindeetat 21.750 Euro bereitgestellt wurden.

### Musik
Der Ort Schönwalde verfügt über drei Standorte, in denen in unregelmäßigen Abständen Konzerte veranstaltet werden, die Dorfkirche, die Pfarrscheune und das private Antiquarium. Dabei handelt es sich zumeist wegen der von der Größe her begrenzten Räumlichkeiten um Kammermusik oder Auftritte von Solisten. Aber auch die drei Chöre des Ortes, der 1992 gegründete „Gemischter Chor Cantare Schönwalde e. V.“, der 1997 gegründete „Kirchenchor Schönwalde“ sowie der „MäN A KOR“ (Männerchor) sind in der Kirche und der Pfarrscheune zu verschiedenartigen Anlässen als Interpreten unterschiedlicher Musikstile vertreten.

### Bauwerke

#### Schloss Dammsmühle

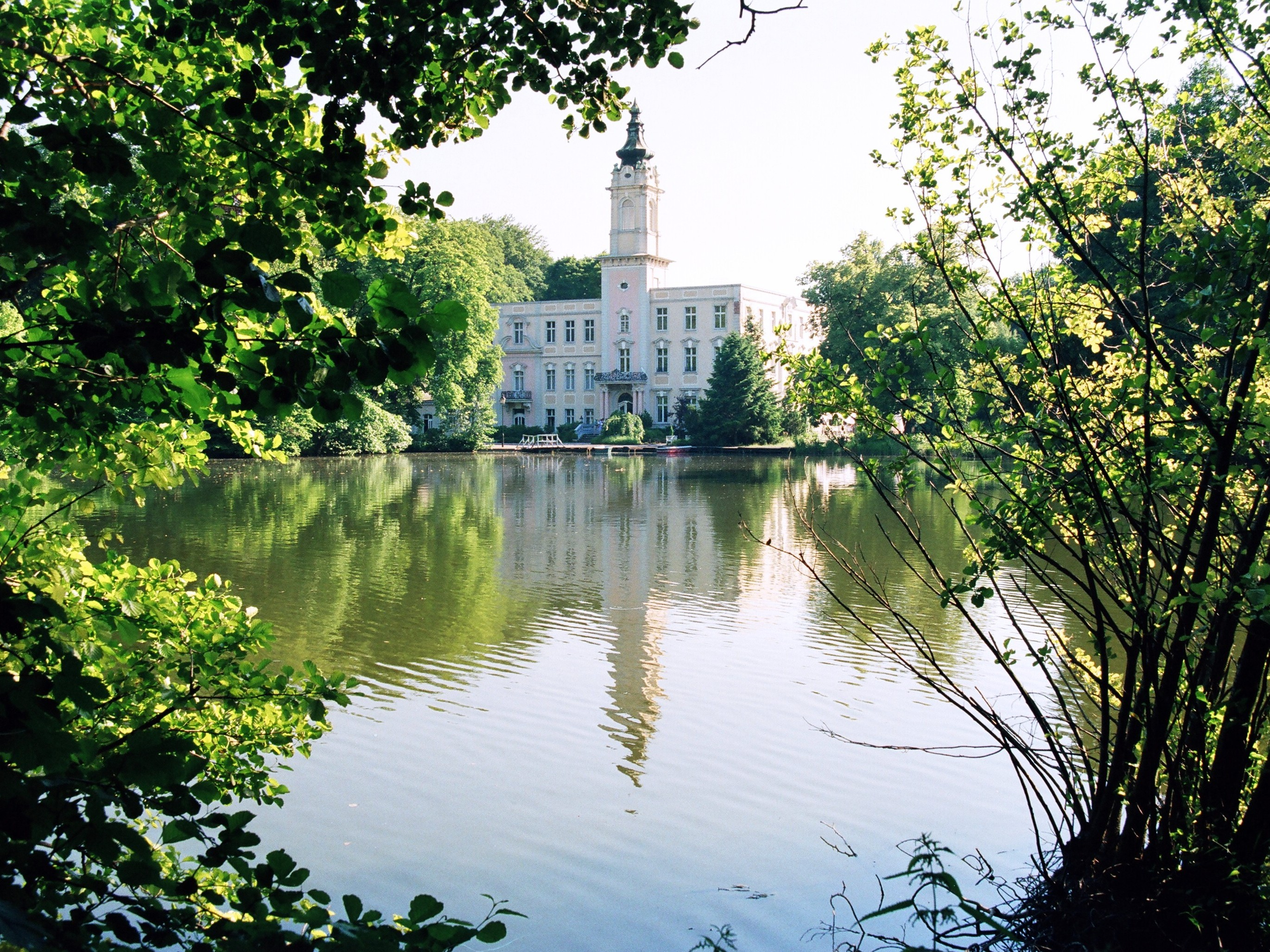
Schloss Dammsmühle

Bei dem dreigeschossigen Gebäude des Schlosses Dammsmühle etwa 2,8 km nordwestlich der Ortsmitte von Schönwalde handelt es sich um einen Um- und Anbau einer ehemaligen Wassermühle. Den Namen erhielt der Ort nach Peter Friedrich Damm, einem Berliner Lederfabrikanten, der die ab 1747 errichtete Mühle im Jahr 1755 kaufte. Nach einigen Bränden, unter anderem 1767 mit anschließendem Wiederaufbau 1768, und mehrmaligen Besitzerwechseln wurde das Gebäude von Adolf Friedrich Wollank 1894 erworben und bis 1896 in neubarockem Stil umgebaut und erweitert. Von 1968 bis 1978, während der Nutzung ab 1959 als Gästehaus des Ministeriums für Staatssicherheit der DDR, wurde das Mansarddach durch ein zusätzliches Stockwerk mit Flachdach ersetzt.
Das Schloss steht leer und verfällt zusehends. Es ist samt seinen Nebengebäuden von einem verwilderten Park umgeben, der sich vom Mühlenbecker See nordöstlich um den Mühlenteich erstreckt. Die Übernahme des Geländes im Jahr 2009 durch einen neuen Pächter brachte außer einem Aufräumen des Geländes bisher keine baulichen Veränderungen am Schloss und den Nebengebäuden.

#### Straßendorf Schönwalde
Die ursprüngliche Kolonistensiedlung des 18. Jahrhunderts an der Hauptstraße mit teils Gründerzeitfassaden wurde Ende der 1990er Jahre unter Flächendenkmalschutz gestellt. Der inzwischen wieder aufgehobene Denkmalbereich umfasste die beidseitig der Straße in strenger geradliniger Flucht stehenden 120 Häuser sowie den achteckigen Platz in der Dorfmitte mit den darauf befindlichen Gebäuden der Kirche und des Feuerwehrhauses. Angelegt in etwa Nord-Süd-Ausrichtung hat der Bereich der Hauptstraße ungefähr eine Länge von 1.200 Metern. Viele der Häuser sind Bauten des 19. und beginnenden 20. Jahrhunderts, wobei die zu ihrer Bauzeit üblichen reich verzierten Stuckfassaden teilweise entfernt wurden. Von den typischen Lehmbauten der Gründungszeit des Dorfes haben sich nur wenige erhalten.
Im Jahr 2008 wurde das „Eingetragene Denkmal mit Gebietscharakter“ des Straßendorfes Schönwalde (Grundstücke 1–61 und 66–128) durch das Brandenburgische Landesamt für Denkmalpflege und das Archäologische Landesmuseum von der Denkmalliste des Landes Brandenburg gelöscht. Als Begründung wurde angegeben, dass wegen gravierender baulicher Veränderungen der letzten 15 Jahre kein öffentliches Interesse mehr an der Erhaltung des Denkmalensembles besteht. Es sei jedoch mit der Eintragung von weiteren Einzeldenkmalen innerhalb des nun nicht mehr geschützten Gebietes zu rechnen.

### Vereine und regelmäßige Veranstaltungen
Der 1995 gegründete Sportverein des Ortes, der Sportverein Schönwalde im Barnim e. V., bot zunächst die Sparte Tischtennis an, gespielt in dafür hergerichteten Räumen des abgerissenen alten Schulgebäudes. Seit der Nutzung der neuen Sporthalle auf demselben Gelände in der Straße Alte Schule kamen Badminton, Basketball, Hallenfußball, Gymnastik, Hallenhockey, Ju-Jutsu und Volleyball hinzu. Einen eigenen Sportplatz besitzt der Ort nicht.
Der in der Hauptstraße 47 ansässige gemeinnützige Verein Schönwalder Bürger e. V. (Tradition und Entwicklung) wurde im Januar 2004 gegründet und beschäftigt sich mit der Fortschreibung der Chronik des Ortes, der Erstellung von Projekten einschließlich Ausstellungen und Vorträgen zur Ortsgeschichte und bietet historische Ortsrundgänge an. Abgeschlossene Projekte sind z. B. „Schönwalde – ein Spinnerdorf im Wandel“ und „Dammsmühle – Mühle, Herrenhaus, Schloss“. In Vorbereitung befindet sich das Projekt „Historie des Altenhofes“ zur Siedlungsgeschichte der näheren Umgebung vor der Gründung Schönwaldes.
Das Vereinsregister des Ortsteils umfasst mit den oben genannten Organisationen insgesamt 12 Vereine (Stand Ende 2009). Dazu gehören vor allem noch der Demokratische Frauenbund, der Feuerwehrverein, der Gemischte Chor Schönwalde, die Schönwalder Schützengilde, die Jagdgenossenschaft Schönwalde und der Förderverein Dorfkirche Schönwalde.
Das Schönwalder Sommerfest ist ein jährlich stattfindendes mehrtägiges Fest in den Monaten Juni, Juli oder August.

## Wirtschaft und Infrastruktur

### Verkehr

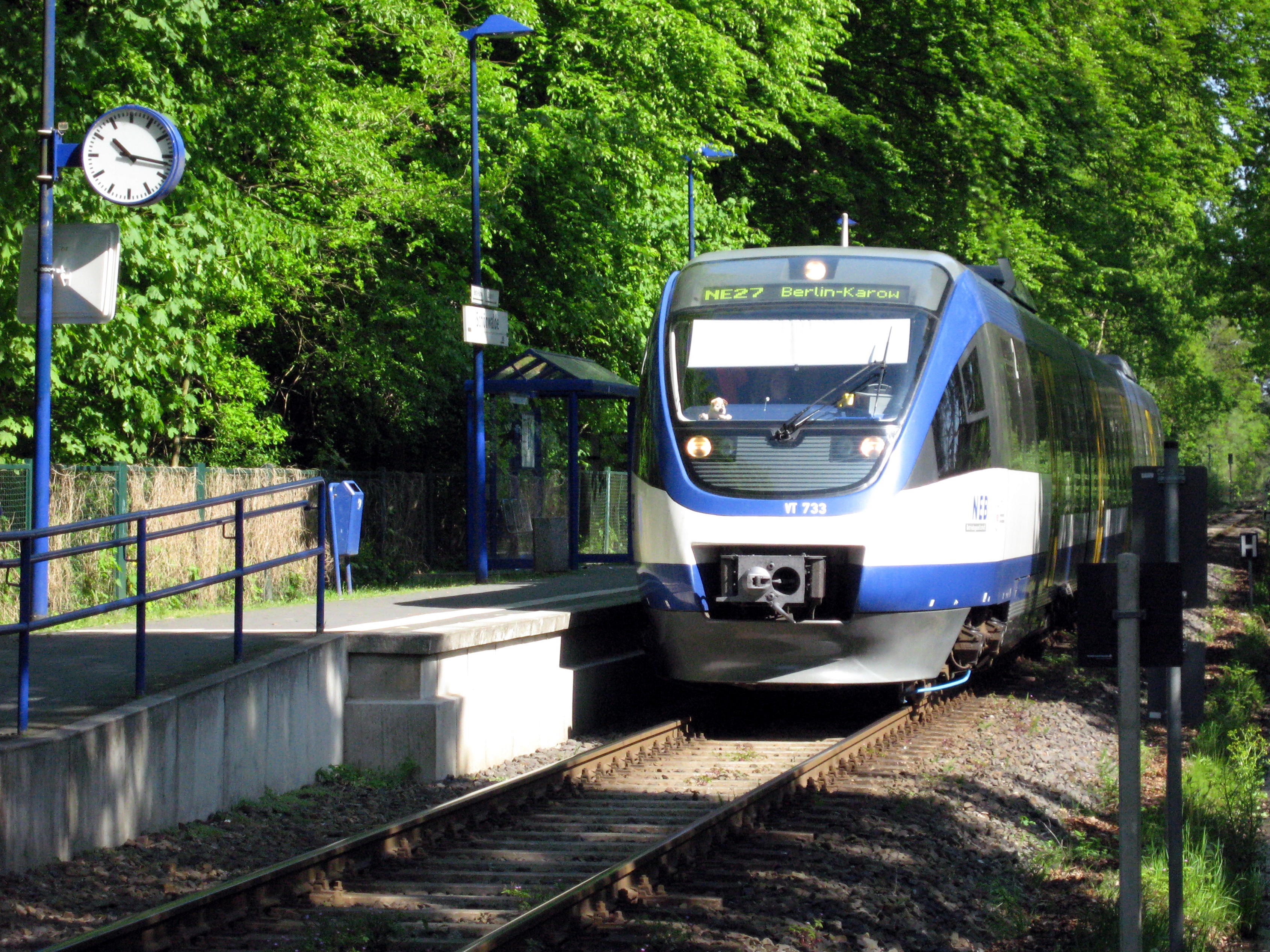
Talent-Triebzug der NEB am Haltepunkt Schönwalde (Barnim)

Schönwalde verfügt über einen Haltepunkt der Bahnstrecke Berlin-Karow–Fichtengrund an der Linie RB 27 und einen Bahnhof der nur noch zu besonderen Anlässen betriebenen Strecke der sogenannten Heidekrautbahn Richtung Berlin-Wilhelmsruh. Es besteht eine Direktverbindung der RB 27 Richtung Süden nach Berlin-Karow. In Richtung Norden führt die Strecke nach Groß Schönebeck in der Schorfheide und Wensickendorf beziehungsweise Schmachtenhagen. Eigentümerin und Betreiberin der Strecke ist die Niederbarnimer Eisenbahn AG.
Durch Schönwalde führen zwei Buslinien der Barnimer Busgesellschaft. Das ist zum einen die Linie 891, ausgehend vom S-Bahnhof in Zepernick, zum anderen die nur an Schultagen betriebene Linie 903.
Der Ort liegt an der Bundesstraße 109 zwischen Schönerlinde und Basdorf, in Schönwalde als Hauptstraße benannt. Auf Höhe der Kirche wird die Bundesstraße durch die Landesstraße 30 von Bernau (Ortsteil Schönow) in Richtung Mühlenbeck gekreuzt. Die L 30 ist in Schönwalde mit den Straßennamen Bernauer Damm und Mühlenbecker Chaussee bezeichnet.

### Öffentliche Einrichtungen

#### Freiwillige Feuerwehr Schönwalde

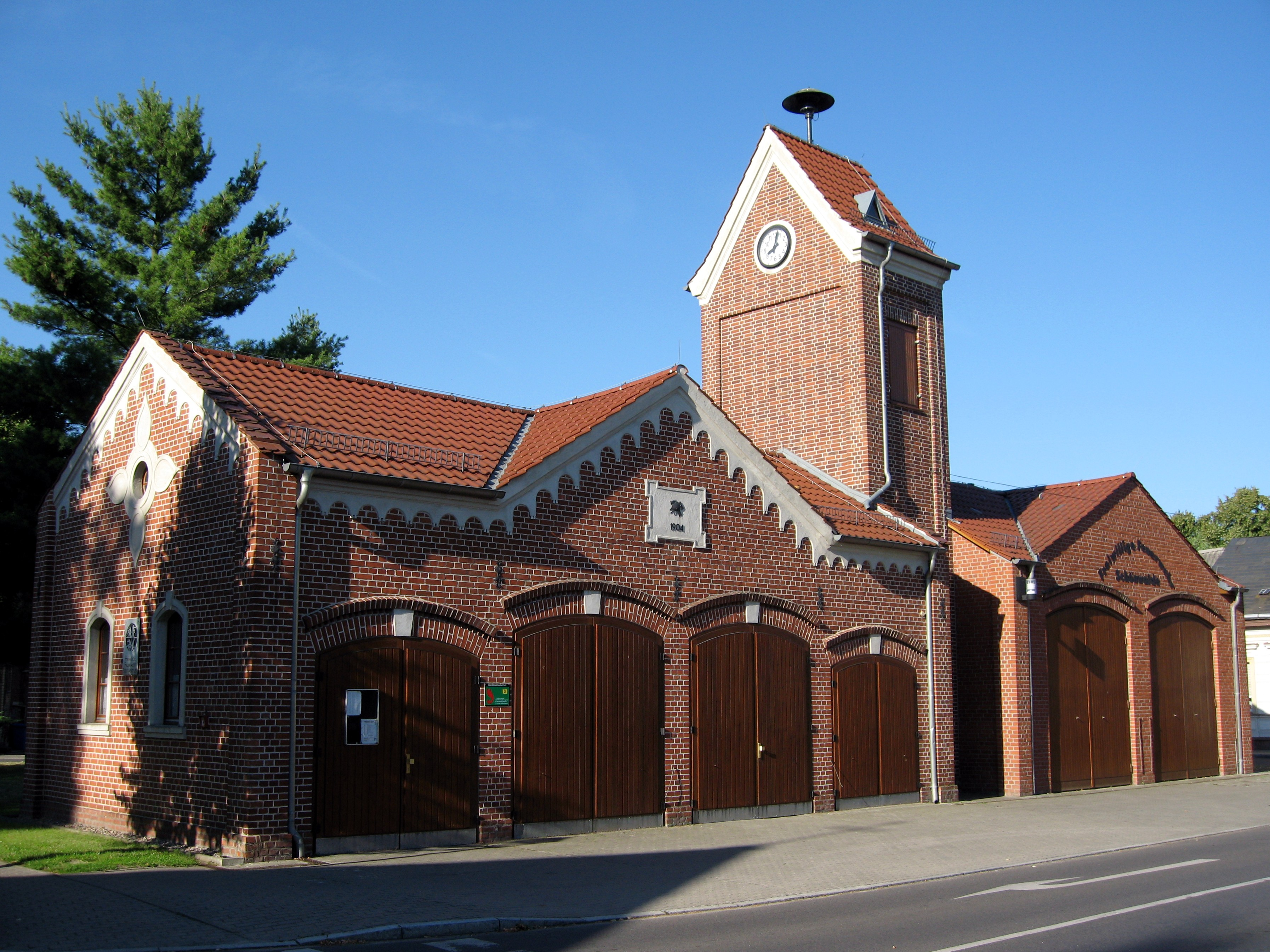
Gebäude der Feuerwehr

Vor der Gründung der Schönwalder Freiwilligen Feuerwehr im Jahre 1904 bestand eine alle Bürger des Dorfes verpflichtende Feuerbereitschaft. Das 1906 in der Dorfmitte errichtete Feuerwehrdepot bekam in den 1930er Jahren einen Steigeturm an der Westseite und 1997/98 einen daran anschließenden Anbau zur Unterbringung größerer Fahrzeuge. Die ersten Frauen, vier Kameradinnen, wurden 1964 aufgenommen. Ebenfalls 1964 entstand eine Arbeitsgemeinschaft Brandschutzhelfer für Kinder und Jugendliche, die 1990 aufgelöst und im März 1991 zur heutigen Jugendfeuerwehr umgebildet wurde. Der Freiwilligen Feuerwehr Schönwalde gehören 28 aktive Kameraden im operativen Dienst an, 20 Mitglieder der Jugendfeuerwehr und die Kameraden der Alters- und Ehrenabteilung sowie die Mitgliedern des Feuerwehrfördervereins. Der Feuerwehr stehen in ihrem Feuerwehrhaus drei Fahrzeuge zur Verfügung, ein Tanklöschfahrzeug (TLF 16/25) vom Typ Mercedes Atego, ein Löschgruppenfahrzeug (LF 8/6) vom Typ Mercedes Atego und ein Mannschaftstransportfahrzeug (MTF) VW T6. Ergänzt wird der Fuhrpark durch ein Rettungsboot (RTB mit 25-PS-Motor).

#### Bibliothek Schönwalde
Die Bibliothek wurde im Oktober 1952 mit einem Umfang von 188 Büchern als Gemeindebibliothek von Schönwalde eröffnet. In den Jahren 1988 bis 1989 war sie zeitweise geschlossen. Sie gehört als einer von vier Standorten zur Gemeindebibliothek Wandlitz. Im Bestand der Ortsteilbibliothek Schönwalde befinden sich etwa 5500 Bücher, Zeitschriften, DVDs, CDs und CD-ROMs. Angeboten werden auch Lesungen für Erwachsene und Kinder. Die Bibliothek befindet sich im Haus der Ortsteilverwaltung, in der Straße Alte Schule 5.

#### KindertagesstätteTraumland
Der Kindergarten von Schönwalde wurde Anfang der 1950er Jahre eröffnet. Er befand sich in der Hauptstraße, bis im Juli 2003 die Räumlichkeiten eines als Gemeindezentrum neu errichteten Gebäudes am Standort Alte Schule 5 bezogen werden konnten. Im Untergeschoss des Hauses der Ortsteilverwaltung nutzt die Kindertagesstätte vier große und einen kleineren Raum, einschließlich eines Kreativraumes und einer Wissensecke. Die nebenstehende Sporthalle wird vormittags kostenfrei mit genutzt. Die Kita bietet Platz für 82 Kinder, sie ist voll ausgelastet. Träger der Kindertagesstätte ist die Arbeiterwohlfahrt (AWO) Bernau, Soziale Dienste 'Am Weinberg' gGmbH. Am 29. November 2007 erhielt die Kita Traumland für das Projekt „Kinder lernen leben“ den Gesundheitsförderpreis 2007 „Emmi – Eltern machen mit“ (1. Preis bei 11 Bewerbungen), ausgelobt vom Gesundheits- und Bildungsressort des Landes Brandenburg.

#### Neues Gemeindezentrum
Im Sommer 2020 konnten die Einwohner und ihre Gäste die Einweihung eines neuen Gemeindezentrums feiern: Das einige Jahre bereits nicht mehr genutzte Marktgebäude wurde komplett umgebaut und erneuert. Es erhielt die amtliche Bezeichnung Gemeindezentrum SW 38, in dem sich jetzt das Bürgerbüro der Ortsvorsteherin, die Ortsbibliothek und Veranstaltungsräume befinden.

### Bildung
Mit der Gründung von Schönwalde wurde eine Schule eingerichtet. Das Schulmeister- und Küsterhaus stand unweit der Kirche am südöstlichen Rand des achteckigen Dorfplatzes. Die zunächst einklassige Schule wurde durch Schülerzuwachs im Jahre 1847 zweiklassig, 1863 mit 138 Schülern dreiklassig. Der Unterricht fand jahrgangsübergreifend statt.
Im Jahre 1939, in der Zeit des Nationalsozialismus wurde die bis dahin evangelische, mittlerweile vierklassige Volksschule in eine konfessionsungebundene Gemeinschaftsschule umgewandelt. 
Nach dem Zweiten Weltkrieg erfolgte eine Trennung der einzelnen Altersstufen und der Unterricht fand im Ort zunächst bis zum achten, ab 1958/59 bis zum zehnten Schuljahr statt. Ab dem Schuljahr 1964/65 diente die ehemalige DSF-Schule in der Waldsiedlung (hinter den Bahnlinien Richtung Dammsmühle) als Unterrichtsort für das fünfte bis zehnte Schuljahr. Ab 1972 erteilten die Schulen in Schönwalde nur noch Unterricht bis zur achten Klasse. Die Schüler der neunten und zehnten Klassen gingen ab dahin im Nachbardorf Basdorf zur Schule. Für Abiturienten bestand schon seit den 1950er Jahren die Möglichkeit, die Hochschulreife nach zwölf Schuljahren in der Oberschule Wandlitz zu erlangen. Anfang der 1970er Jahre ließ die Gemeindeverwaltung die alte Schule am Dorfplatz schließen und zu einer Einkaufsstätte umbauen. 1977 wurde die Schönwalder Schule in der Waldsiedlung der Basdorfer Schule angegliedert und in dem Gebäude nur noch bis zum vierten Schuljahr unterrichtet.
Nach der Wende blieb es kurzzeitig bei der Weiterführung der Schönwalder Schule. Ab 1991, als Filiale der Grundschule Basdorf mit erweitertem Musikunterricht durch die Musikschule Bernau, wurde die Ortsschule Mitte der 1990er Jahre geschlossen. Die Schulpflichtigen von Schönwalde nutzen die Schulen der Gemeinde Wandlitz in den Ortsteilen Basdorf, Wandlitz und Klosterfelde. In Wandlitz kann am dortigen Gymnasium die Hochschulreife erworben werden.
Die Schul-Situation im Ortsteil wird sich durch einen Schulneubau verbessern. Am 31. August 2020 hatte der Hauptausschuss die Leistungsvergabe zur Verkehrsuntersuchung für einen Bebauungsplan Grundschule Schönwalde – Bernauer Damm beschlossen. Die Schule soll eine Mensa, eine Sporthalle, Außensportanlagen und einen Hort erhalten. Die Vorbereitungsarbeiten zogen sich, auch wegen der Coronapandemie, in die Länge. Aber im Frühjahr 2025 konnzte der erste Spatenstich vollzogen werden. Die Fertigstellung ist zum Schuljahr 2026/27 vorgesehen.

## Persönlichkeiten

### Söhne und Töchter des Ortes
- Maximilian Böttcher (1872–1950), Schriftsteller

### Persönlichkeiten, die vor Ort leben oder gewirkt haben
- Erich Kloss (1889–1964), Schriftsteller, Lehrer von 1909 bis 1913 und Schulleiter von 1945 bis 1950 an der Grundschule Schönwalde
- Sascha Gluth (* 1970 in Karlsburg), Schauspieler, wohnt in Schönwalde
- Julia Horvath (* 1974 in Salzburg), Schauspielerin, wohnt in Schönwalde